# Sintó építészet
| A massha | A stone lantern (tōrō) | Kitano Tenman-gū's Karamon (Chinese-style gate) |

| A sandō | Kamosu Jinja's honden | Chigi and katsuogi on a shrine's roof |

Néhány példa a sintó építészetre
A sintó építészet a japán sintó szentélyek építészete.
Néhány kivétellel, az általános tervezete egy sintó szentélynek buddhista eredetében. A buddhizmus előtt a szentélyek csak ideiglenesen felállított szerkezetek voltak egy adott cél érdekében. A buddhizmus vitte Japánba az állandó szentélyek gondolatát és a sintó építészet szókincsének nagyját. A verandák, a kőlámpások és a kidolgozott kapuk jelenléte példa erre a hatásra.
Egy sintó szentély összetétele rendkívül változó, és egyik lehetséges jellemzője sem feltétlenül van jelen. Még a honden, vagy imahely is hiányozhat, ami a kami szálláshelyéül szolgál, és ami a szentély központi eleme. Azonban, mivel szent helyen áll, általában kőből vagy fából készült kerítéssel (tamagaki) van körbevéve, a megközelítését egyedül az úgynevezett szandó biztosítja. A bejáratot torii kapuk fogják közre, ami a sintó szentély legegyszerűbben beazonosítható eleme.
A szentély területén számos építmény állhat, mindegyik külön rendeltetési céllal. Közöttük van a honden, vagy imaház, ahol a kami lakik, a heiden, ahol a felajánlások és imák esnek meg és a haiden, az istentisztelet helye. A honden az az épület, amiben a sintai van, szó szerint: a kami teste. Ezek közül a haiden nyitott a nagyközönség számára. A honden a haiden mögött áll, és általában sokkal kisebb és dísztelenebb. Másik jelentős vonása a szentélynek a temizuja, azaz forrásvíz, ahol a látogatók megmossák kezeiket és kiöblítik szájukat, valamint a samuso, az iroda, ami felügyeli a szentélyt. A szentélyek méretüket tekintve lehetnek hatalmasak, mint amilyen az Iszei nagyszentély, vagy akár egészen aprók, méhkaptár nagyságúak, mint amilyenek az utak mellett gyakran megtalálható úgynevezett hokora szentélyek.
A sintó és a buddhizmus kényszerített elválása (sinbucu bunri) előtt az sem volt ritka, hogy egy buddhista templomot egy sintó szentélybe, vagy a mellé építsenek, vagy hogy egy sintó szentély buddhista elemeket tartalmazzon. Ha egy szentély egyben egy buddhista templom is volt, azt dzsingudzsi szentély-templomnak hívták. Hasonlóképpen, Japán szerte ezek a templomok az oltalmazó kami szerepét töltötték be. A Meidzsi-kor új kormányának rendelkezése után a két vallás közötti kapcsolat hivatalosan is megszakadt, de ennek ellenére a gyakorlatban folytatódott.

## A szentélyek eredete
A szent területek kijelölése Japánban már a Jajoi-korszaktól (i. e. 500–i. sz. 300) megkezdődött. A táj olyan jellegzetességeiről, mint amilyenek a sziklák, a vízesések, a szigetek és főleg a hegyek, úgy vélték, vonzzák a kamikat, és később ezért jorisiroként (依り代) tisztelték. Eredetileg a szent helyeket egyszerűen jelölték meg: kerítéssel és torii kapuval. Később ideiglenes épületeket (amik hasonlóak a mai hordozható szentélyekhez) építettek, hogy üdvözöljék a kamit a szent helyen. Az idő haladtával az ideiglenes építmények állandóvá nőtték ki magukat, amiket az istenségnek szenteltek. Az ősi szentélyek a szálláshelyek (Izumo-taisa) vagy raktárházak (Iszei nagyszentély) stílusában épültek. Az épületeknek nyeregtetejük, emelt padlózatuk és deszkafaluk volt, nádfedeles vagy hinoki ciprusfakéreggel fedve. Az ilyen korai szentélyekhez nem tartozott hely az imához. Három fontos ősi sintó építészeti stílus létezik: taisa-zukuri, sinmei-zukuri és a szumijosi-zukuri. Ezeket az Izumo-taisa, a Nisina Sinmei Szentély és a Szumijosi taisa szemlélteti 552-ig visszamenőleg. A Sikinen-szengú-szai (Shikinen sengū-sai, 式年遷宮祭) szerint az épületek vagy szentélyek pontosan az eredeti modellek alapján lettek újjáépítve rendszeres időközönként. Ily módon maradtak meg ezek a stílusok évszázadokon át a mai napig.

## Gyakori vonások

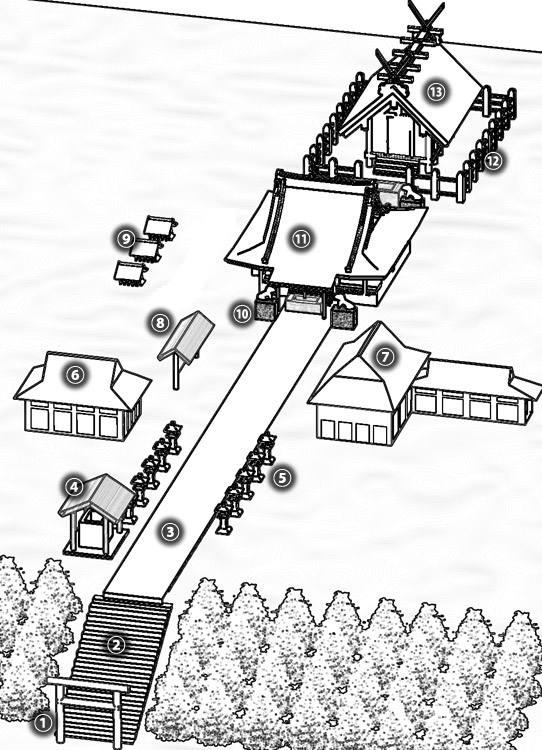
A sintó szentély elrendezése

A következő diagram, egy sintó szentély főbb részeit mutatja be.
1. Torii – sintó kapu
2. Kőlépcsők
3. Szandó – a szentélyhez vezető út
4. Csózuja vagy temizuja – tisztító kút, hogy a belépő megmoshassa a kezét és száját
5. Tóró – díszítő lámpások
6. Kagura-den – épület nó vagy kagura tánc tiszteletére
7. Samuso – a szentély irodahelysége
8. Ema – falapok, amik az imákat vagy kívánságokat tartalmazzák
9. Szessa/massa – apró segéd szentélyek
10. Komainu – az úgynevezett oroszlán kutyák, a szentély védelmezői
11. Haiden – szónokterem, vagy istentisztelet helye
12. Tamagaki – a honden körüli kerítés
13. Honden – főterem, a kami otthona
14. A haiden és a honden tetején található csigi (villásvégű tetővégek) és kacuogi (rövid vízszintes tuskók), mindkettő általános szentélydíszítő elem.

### A kapu (torii)
A torii (鳥居) tradicionális japán kapuforma, amely általában a sintó szentélybe vezető utat jelöli, de egyéb szent helyeken is megtalálhatók: például hegyek lábánál (Fudzsi).
A torii választóvonal, szimbolikus határ a hétköznapi világ és az azon túli föld, az emberek és az istenek, a kamik világa között.
Egy szentélynek bármennyi torii kapuja lehet (a Fusimi Inari-nagyszentélynek több ezer van).
Számos változata létezik, de mind visszavezethető az alábbiakra: két hengeres oszlopon nyugvó gerenda, amely túlnyúlik rajtuk, alatta pedig egy rövidebb „keresztgerenda”. Színe leginkább cinóberpiros. Hagyományosan fából és kőből épül, de egyre gyakrabban használnak fémet, betont, műanyagot stb.
Toriit buddhista templomoknál is találhatunk, de mivelhogy ezek a sintó vallás közismert szimbólumai, a térképeken a szentélyeket toriival jelölik
A toriik eredete nem egyértelműen meghatározott, és egyik ezzel kapcsolatos teória érvényessége sem lett még elfogadva. Például az Indiából eredeztetett elképzelés szerint a torii a közép-indiai Száncsi kolostor torana kapujainak leszármazottja.

### A szentélyhez vezető út (szandó)
A főkapun keresztül a szandónak nevezett ösvény vezet el a sintó szentélyhez vagy a buddhista templomhoz. Az út kezdetét először egy torii jelzi, majd a buddhista eredetű szanmon, kapuk, amelyek a szentély vagy templom területének kezdetét jelzik. Kőlámpások és egyéb dekorációk is kísérhetik az utat. Több szandó esetén a fő az omote-szandó, vagy első szandó, ura-szandó vagy hátsó szandó stb.

### Tisztító kút (temizuja)
A szentély bejáratánál a csózujában vagy temizujában (forrásvíz) a hívők kiöblíthetik a szájukat és kezet moshatnak; ezzel jelzik, fizikailag megtisztulva járulnak a kami elé.

### Oroszlán kutyák (komainu)
A komainu (狛犬, ’„koreai kutyák”’) oroszlán formájú mitikus szörnyek, amelyeknek kő-, bronz- vagy faszobrai mindig párosával állnak némely japán buddhista templomok és főleg sintó szentélyek kapujának egy-egy oldalán, egyik ordításra tátott, másik csukott szájjal, a gonoszt elijesztendő. A Kínából, Koreán keresztül Japánba érkező szobrok nevének „koma” (高麗) része a japán megfelelője a koreai Kogurjo királyságénak.
A szobrok szájainak ábrázolása szimbolikus jelentéssel bír. A szanszkrit ábécé „a” és „um” hangjait formázzák, melyek minden dolog kezdetét és végét képviselik. A nyitott szájút sisinek (shishi, 獅子), a csukott szájút pedig komainunak hívják, amit később mindkettőre használják.

### Főterem (honden)
A szentély épületegyüttesének legfontosabb és legszentebb része a honden, vagyis az imahely (神殿). A honden háta mögött a belső szentély rejti magában a szent tárgyat, vagyis a sintait, mely az istenség jelenlétére utal, és amelyben a sintó hit szerint a kami lakik.
A sintai gyakran tükör, mert a sintó eszmék által hirdetett sok erényt megtestesíthet: tiszta, visszaveri a fényt, és visszatükrözi a kami igazi természetét. A kamiknak többnyire nincsen fizikai ábrázolásuk, nem készítenek róluk szobrot.
A belépés a honden belsejébe csak a papoknak, a szentély vezetőinek és talán alkalmanként a különleges imaszertartás részvevőinek megengedett.

### Az istentisztelet helye (haiden)
A haiden a szentély istentiszteletének a helye. Általában a szentély fő épülete előtt (honden) helyezkedik el, és gyakran nagyobb kiterjedésű is, mint az előbbi. A haiden és a honden összekötő eleme a heiden, vagyis a felajánlások csarnoka. Míg a honden a szentélyben élő kami otthona és a nagyközönség előtt zárt, addig a haiden ceremóniák és imák színhelyeként szolgál.

### Felajánlások csarnoka (heiden)
A heiden a sintó szentélyek házi felajánlásaira használt része, általában a honden és a haiden összekötő eleme. Ma már csak leginkább rituálékhoz használják.

### Egyéb elemek

#### Hokora
A hokora vagy hokura egy kicsiny sintó szentély, ami nagyobb szentélyek környékén vagy utak mentén található. Általában olyan kami lakhelye, amelyik nem egy nagyobb szentély területi igazgatása alatt áll. Dószodzsin, egy kisebb kami, aki az utazókat védi a gonosz szellemektől, például egy ilyen hokora kamija.

#### Szessa/Massa
A szessa (摂社) és a massa (末社) apró szentélyek, melyeknek történelmi kötődésük van egy fontosabb szentélyhez vagy éppen magához a kamihoz, aminek otthont ad, és az alá a szentély igazgatása alá esnek. Régen más jelentéssel bírt a két kifejezés, ám mára egymás szinonimáivá váltak. Helyettük néha a szecumacusa (摂末社) neologizmust használják, amely a két régebbi megnevezés egybeolvasztása.

## Legelterjedtebb stílusok
A szentélyek épületeinek többféle különböző változata lehet, amit vagy egy híres szentély hondenjéről neveztek el (pl.: hijosi-zukuri, a Hijosi-taisa után), vagy a szerkezeti tulajdonságairól (pl.: irimoja-zukuri, az oromzatos kontytetőről. A -zukuri utólag ebben az esetben  „struktúrát" jelent.)
A honden teteje mindig oromzatos, és néhány stílusnál verandaszerű oldalajtó is fellelhető amit hiszasinak hívnak (egy 1 ken széles folyosó, ami egy vagy több oldalát is körülöleli a szentélynek vagy templomnak). A besorolásnál fontos figyelembe venni olyan fontos elemek jelenlétét vagy hiányát, mint:
- hirairi  vagy hirairi-zukuri (平入・平入造) - egy építészeti stílus, ahol az épületnek van egy főbejárata az oldalán, ami párhuzamosan fut a tető gerincével (a nyereg nélküli oldalán). A sinmei-zukuri, nagare-zukuri, hacsiman-zukuri, és hie-zukuri is ide tartozik.
- cumairi vagy cumairi-zukuri (妻入・妻入造) - egy építészeti stílus, ahol az épület főbejárata azon oldalán található, ami merőleges a tető gerincére (a nyerges oldalára). A taisa-zukuri, a szumijosi-zukuri, a ótori-zukuri és a kaszuga-zukuri is ehhez a stílushoz tartozik.

A felosztás is nagyon fontos. Egy adott stílusban épített épületnek megadott felosztásai és méretei vannak, amiket kenben mérnek (az oszlopok közti távolság, egy mértékegység, ami változó érték két szentélytől eltérően vagy akár egy szentélyen belül is eltérve).
A legöregebb stílusok a cumairi sinmei-zukuri, a taisa-zukuri, és a szumijosi-zukuri, egészen a buddhizmus megjelenéséhez vezethető vissza.
A két legelterjedtebb a hirairi nagare-zukuri és a cumairi kaszuga-zukuri. A nagyobb, fontosabb szentélyeknek többnyire egyedi stílusuk van.

### Nagare-zukuri

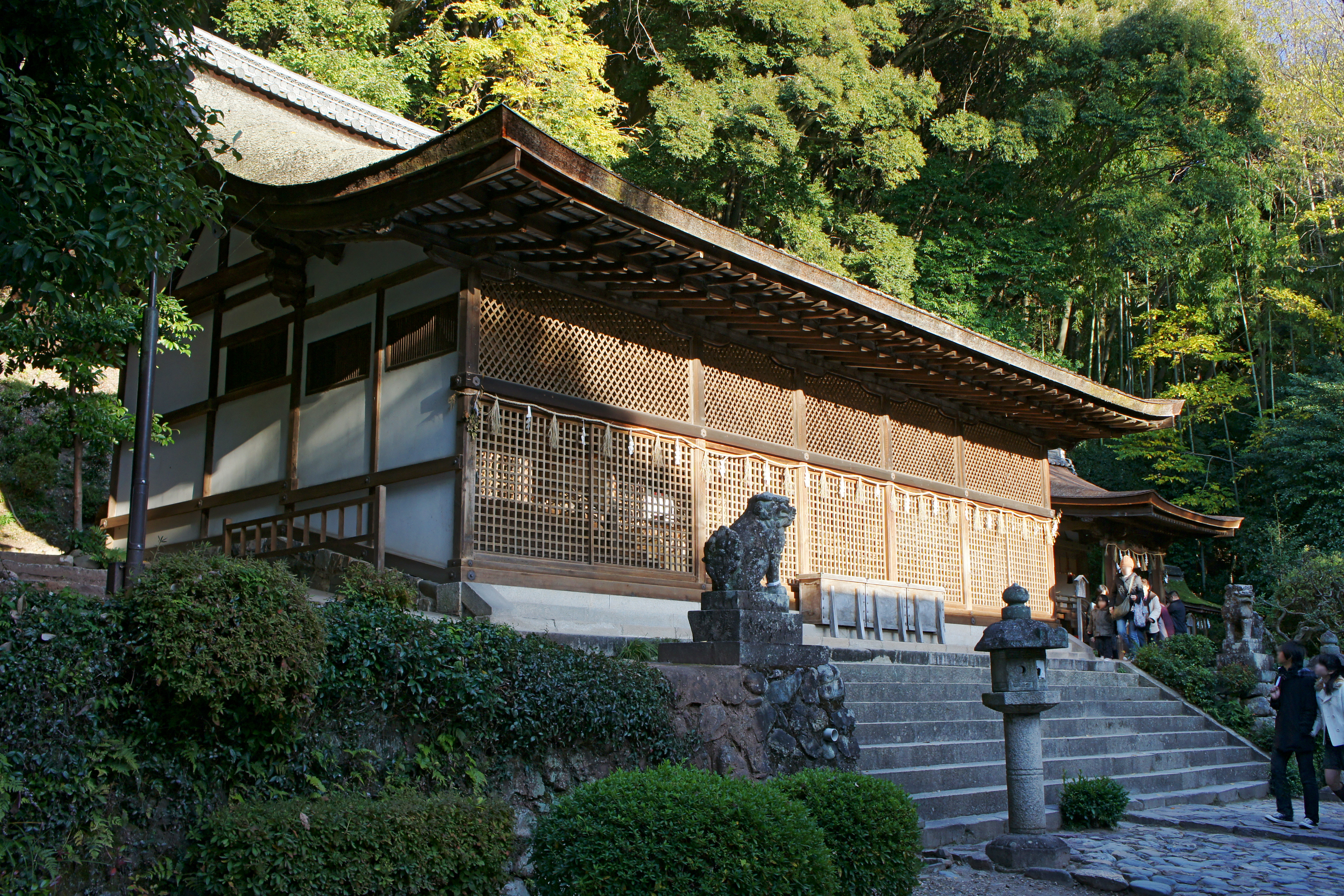
Udzsigami szentély Udzsiban, Kiotó prefektúrában

A nagare-zukuri (流造; folyó stílus) vagy nagare hafu-zukuri (流破風造; folyó nyerges stílus) egy stílus, ami főleg a sok aszimmetrikus nyerges tetőkről ( japánul kirizuma-jane 切妻屋根) ismeretes, ami kifelé nyúlik a nyereg nélküli oldalon, a főbejárat felett, így alkotva egy csarnokot (lásd a fotón). Ez a jellemvonás, ami az elnevezést is adja, a leggyakoribb szentélyfajta az egész országban. Gyakran az alap elrendezés egy megemelt középső részből (moja 母屋), és egy részen körülfutó verandából, azaz hiszasiból (mind egyetlen közös tető alatt) áll, megtoldva egy plusz szobával a bejárat előtt. A honden változó 1-11 ken hosszú tetőgerinccel rendelkezik, de sosem 6 vagy 8 ken hosszúval. A legáltalánosabb méret az 1 és a 3 ken. Japán legöregebb szentélye, az Udzsi béli Udzsigami szentély is ilyen típusú hondennel rendelkezik. Külső méretei 5x3 ken, de a belsejét három szentélyre tervezték, amik egyesével mind 1 ken nagyságúak.

### Kaszuga-zukuri

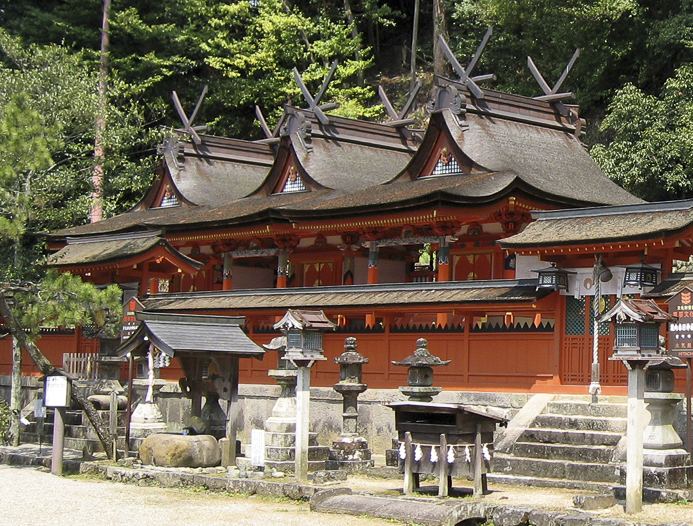
Az Uda Mikumari szentély hondenje; a Kami-gú 3 kaszuga-zukuri stílusú épületből áll

A kaszuga-zukuri (kasuga-zukuri 春日造) egy stílus, ami a Kaszuga taisa hondenje után kapta a nevét. Fő ismertető jegye az épületeinek extrém aprósága, mindegyik 1x1 ken méretű. A Kasuga taisa esetében ez 1.9 m x 2.6 m. A tető nyerge alatt található a főbejárat, amit csigivel és kacuogival díszítettek, körbevéve ciprus kéreggel és faragott, felfelé ívelő eresszel. A kiegészítő épületek skarlátvörösre vannak festve, míg a deszkafalak hófehérre.
A nagare-zukuri (lásd fentebb) után ez a második legelterjedtebb stílus, a legtöbb példával a Kanszai régióban, Nara körül.

## Egyéb stílusok
Többi stílus listáját követve (abc rendben), számos ritka, vagy éppen egyedi stílussal találkozunk. A legtöbb egy épület felépítésére vonatkozik, míg a többi, például az isi-no-ma-zukuri stílus a tagstruktúrák kapcsolatát határozza meg. Ebben az esetben egyazon épület két különböző szabályozás alá is eshet. Például a honden és a haiden az Ószaki Hacsiman szentélyben (Ōsaki Hachiman-gū 大崎八幡宮) egyszintes, irimoja-zukuri stílusú építmények. Azonban mivel egy átjáróval (isi-no-ma) vannak összekötve, és egy tető fedi őket, a komplexumot az isi-no-ma-zukuri stílus alá soroljuk (amit gongen-zukuriként is hívnak).

### Gongen-zukuri
A név a nikkói Nikkó Tósógú nevéből származik, mert ez őrzi a Tósó Daigongent, pontosabban Tokugava Iejaszu kamivá magasztosult posztumusz létezését. Így viseli Tokugava Iejaszu nikkói mauzóleumának építészeti stílusa is a gongen-zukuri elnevezést.

### Hacsiman-zukuri

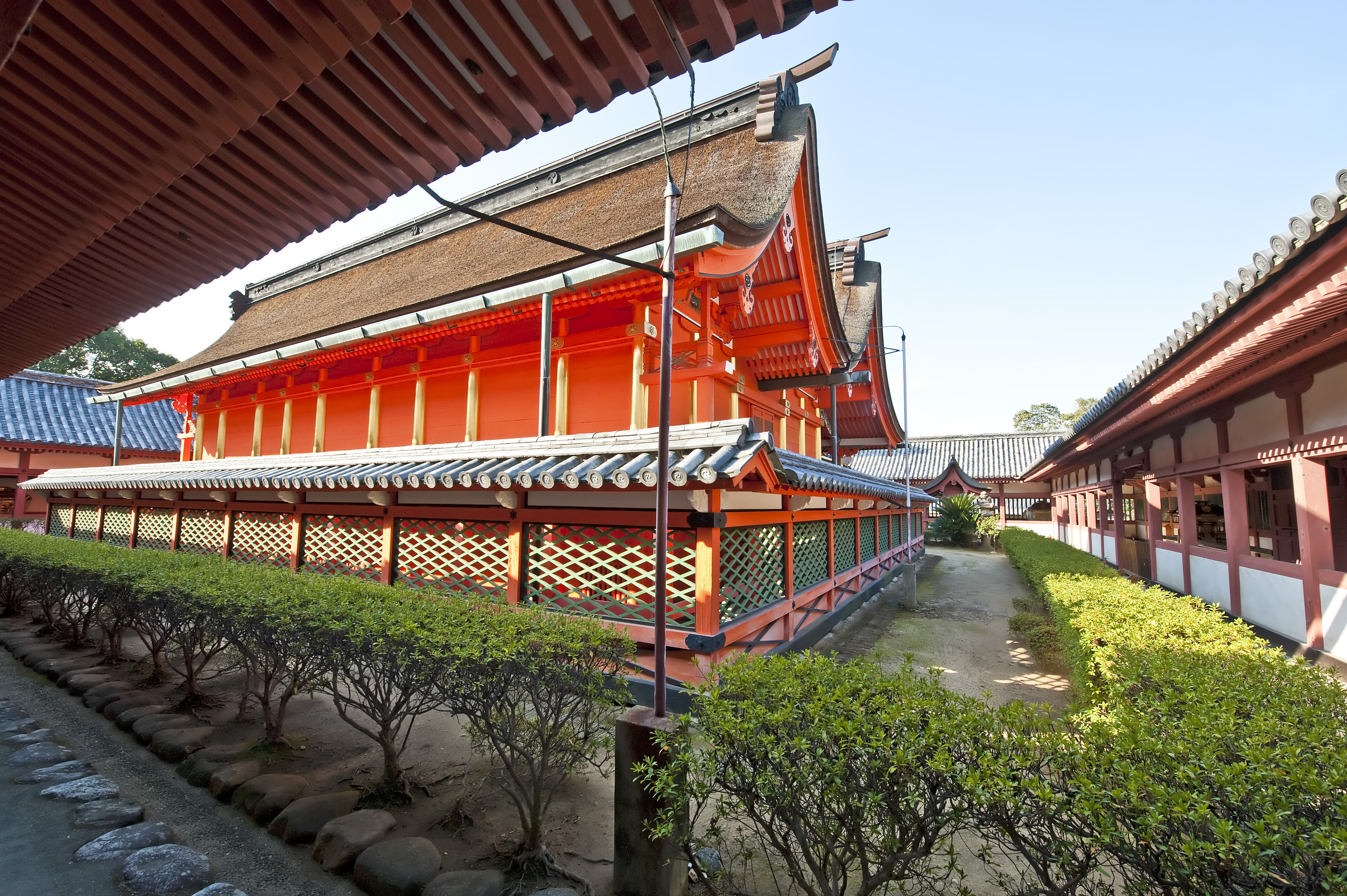
Az Iszaniva szentély (伊佐爾波神社) hondenje Macujamában, Ehime prefektúrában egy ritka példa a hacsiman-zukuri stílusra. A honden (bal oldalt) egy kolostorszerű (jobb oldalt) folyosóval van körbevéve.

A hacsiman-zukuri (hachiman-zukuri 八幡造) a hacsiman szentélyek építészeti stílusa, ahol két párhuzamos nyeregtetős szerkezet a nem nyeregtetős részen összeér, egy épületet alkotva, míg kívülről két különálló látszatát adja. Az elülső szerkezetet gaidennek (外殿 külső szentély), míg a hátsót naidennek (内殿 belső szentély) nevezik, amik együtt adják a hondent. A bejárat a nem nyeregtetős oldal közepén található. Általánosságban a hátsó szerkezet 3x2, míg az elülső 3x1 ken.
A két szerkezet közötti hely 1 ken szélességű és egy úgynevezett ai-no-ma (相の間) helyiséget formál. Az aktuális szélessége és magassága ennek a szobának a szentélytől függ.
Az Usza szentély és az Ivasimizu Hacsimangú példák erre a stílusra. Ezt a stílus, amilyenben csak öt Edo korabeli példa maradt fent, buddhista eredetűnek tartják, mivel néhány buddhista épület is ugyanazokat az elosztásokat mutatja. Például a Tódaidzsi hokkedója két, elülső és hátsó részre van felosztva. A szerkezeti részletek szintén erős kapcsolatot mutatnak a Heian-korabeli sinden-zukuri stílussal, amiben arisztokrata rezidenciák épültek. Másik lehetséges eredete a stílusnak a korai paloták, amelyeknek köztudottan párhuzamos gerinctetejük volt.

### Hijosi-zukuri

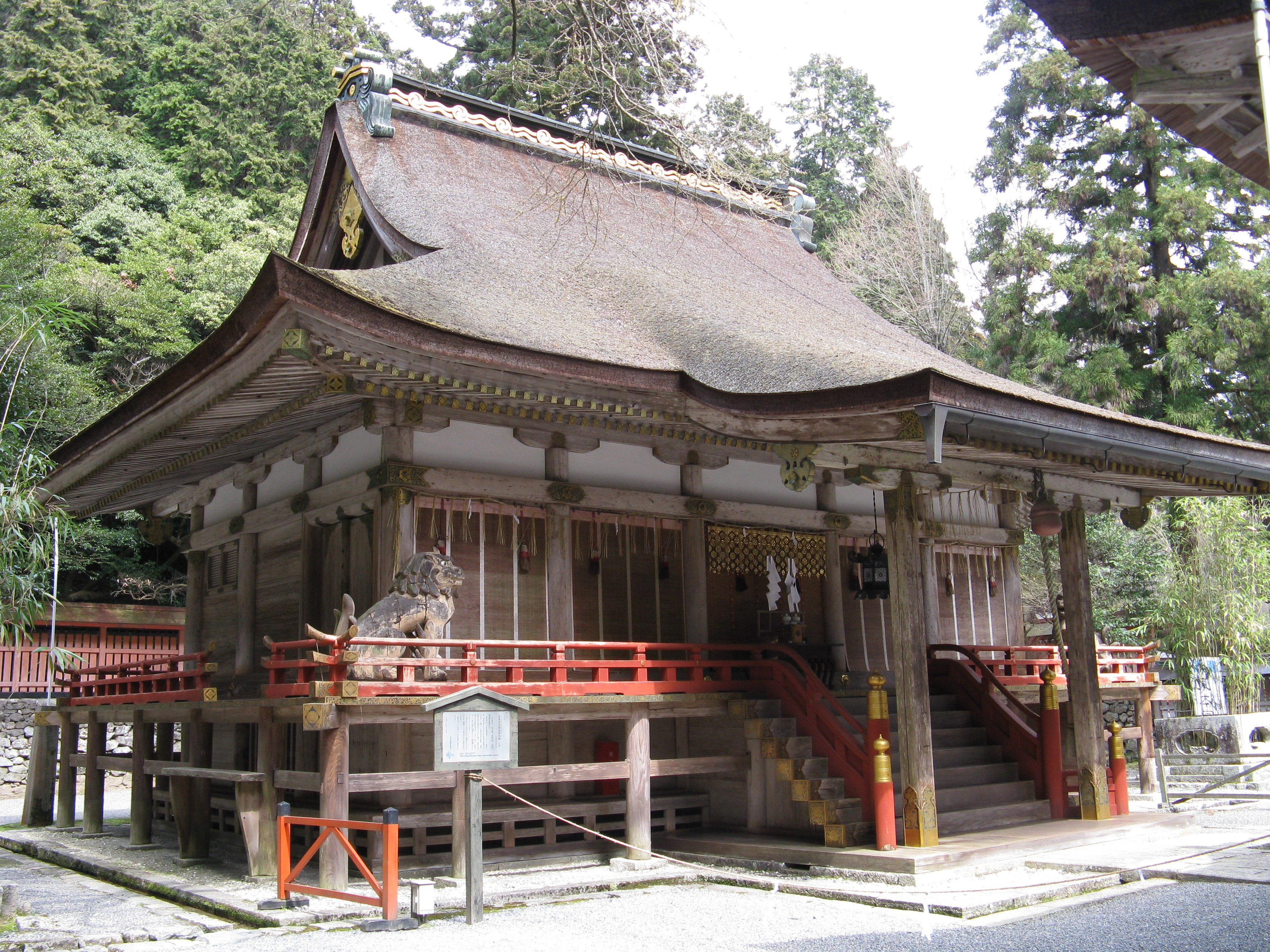
A Hijosi taisa Nisihongúja

A hijosi-zukuri egy ritka stílus, amit ma csak három épület szemléltet, mindegyik az ócui Hijosi taisaban, Siga prefektúrában. Ezek az úgynevezett Észak és Nyugat Honden hongú (East and West Honden Hon-gū 本殿本宮) és a Szessa Usza dzsingú honden (Sessha Usa Jingū Honden 摂社宇佐神宮本殿).
Az épületnek 3x2 ken a belső területe, amit mojanak hívnak, és három oldalról 1 ken széles hiszasi (hisashi) veszi körbe, vagyis összesen 5x3 ken az alapja. A három oldalú hiszasi egyedi és jellegzetes ennél a stílusnál. A nyeregtető kis mértékben megnyúlik az elülső és az oldalsó oldalon. A hátsó részen a tető sajátságos és jellegzetes alakú.

### Irimoja-zukuri

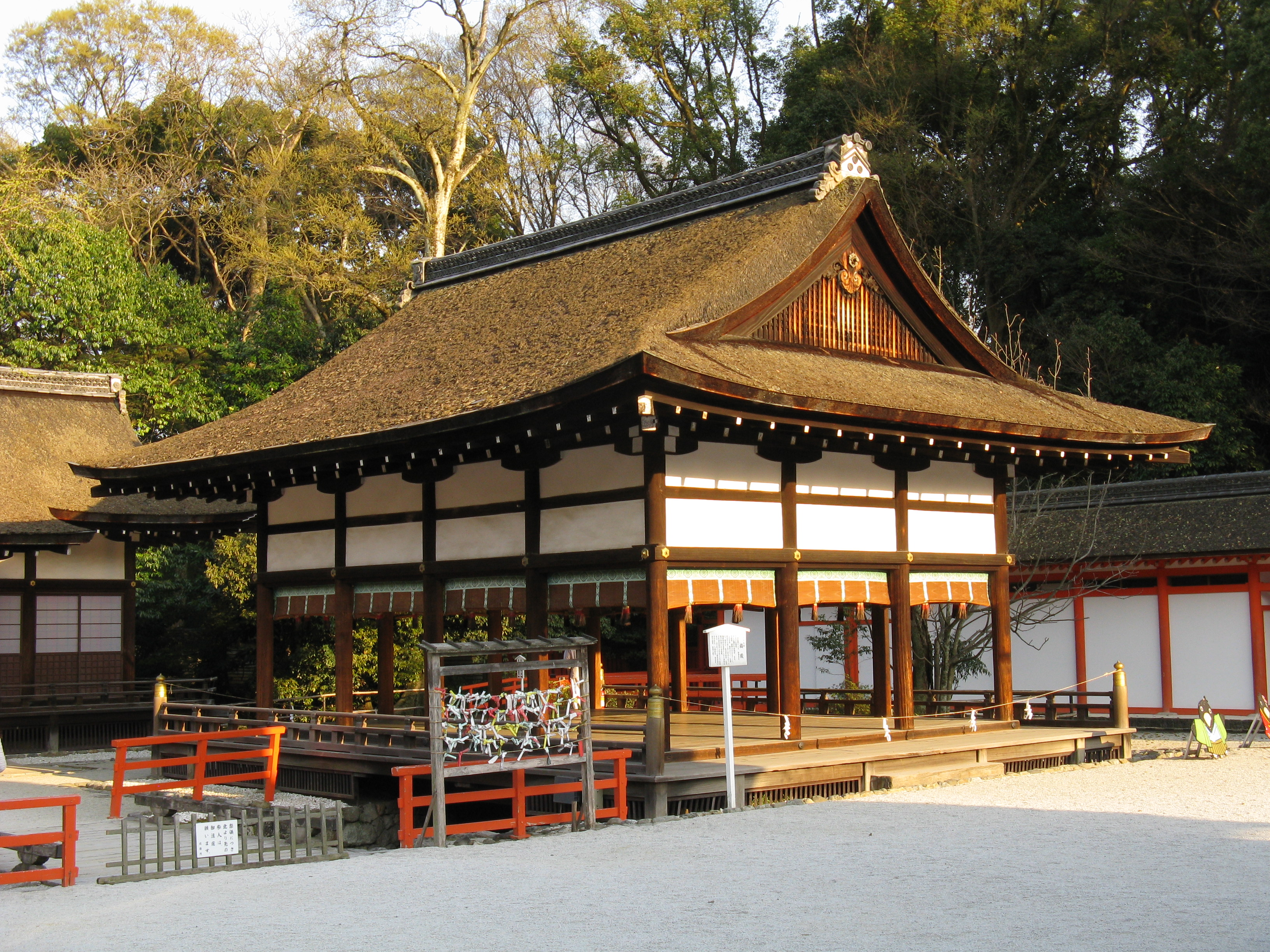
Oromzatos kontytető a Simogamo szentélyben.

Az irimoja-zukuri (irimoya-zukuri 入母屋造) egy oromzatos kontytetős honden stílus, amit példáz a Kitano Tenmangú hondenje. Ez a stílus kínai eredeteiben és a buddhizmussal együtt került Japánba a 6. században. Eredetileg a buddhista templomok kondó és a kodójában használták, de később, a japán középkorban szentélyeknél is alkalmazni kezdték.
A név az oromzatos kontytetőből ered (irimoya yane 入母屋屋根). Japánban az oromzat a szentély megemelt középső részének (moja 母屋) éle fölött van, míg a konty a hiszasit fedi. Gyakran csak moja-zukurinak nevezik. Még meglévő példák a Mikami szentély Siga prefektúrában és a Jaszaka-szentély Kiotóban.

### Isi-no-ma-zukuri

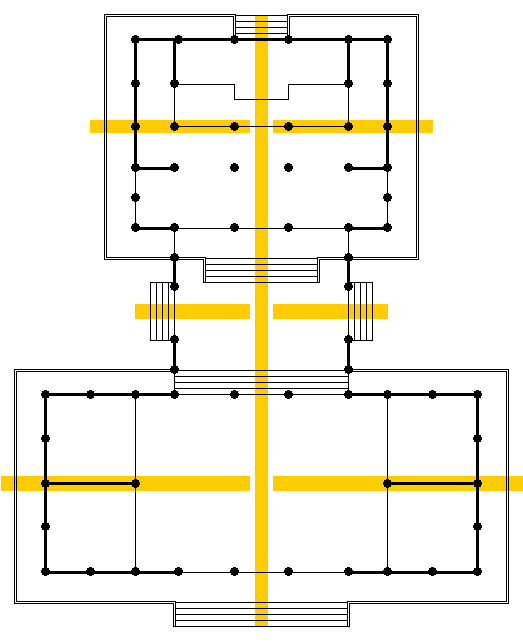
Egy gongen-zukuri szentély. Felülről: honden, ishi-no-ma, haiden. Sárgával a számos tető gerince.

Az isi-no-ma-zukuri (ishi-no-ma-zukuri 石の間造), másik nevén gongen-zukuri (権現造), jacumune-zukuri (yatsumune-zukuri 八棟造) vagy mijadera-zukuri (miyadera-zukuri 宮寺造) egy szentély szerkezetkomplexumának a neve, amiben a haiden, az istentisztelet helye, és a honden egy tető alatt van összekapcsolva H alakban.
Az összekötő járat neve lehet ai-no-ma (相の間), isi-no-ma (ishi-no-ma 石の間), vagy csúden (chūden 中殿, középső csarnok). Mindhárom csarnok padlózata különböző szinten lehet. Ha az ai-no-ma kikövezett akkor isi-no-ma a neve, innen a stílus neve. Lehet azonban deszkázott vagy tatamival kirakott is. A szélessége gyakran megegyezik a hondenével, a haidentől 1-3 kennel szélesebb.
Egyike a legrégebbi példáknak a Kitano Tenmangú Kiotóban. A gongen-zukuri név a nikkói Nikkó Tósógúból ered, ami Tokugava Iejaszu sírját őrzi.

### Kibicu-zukuri

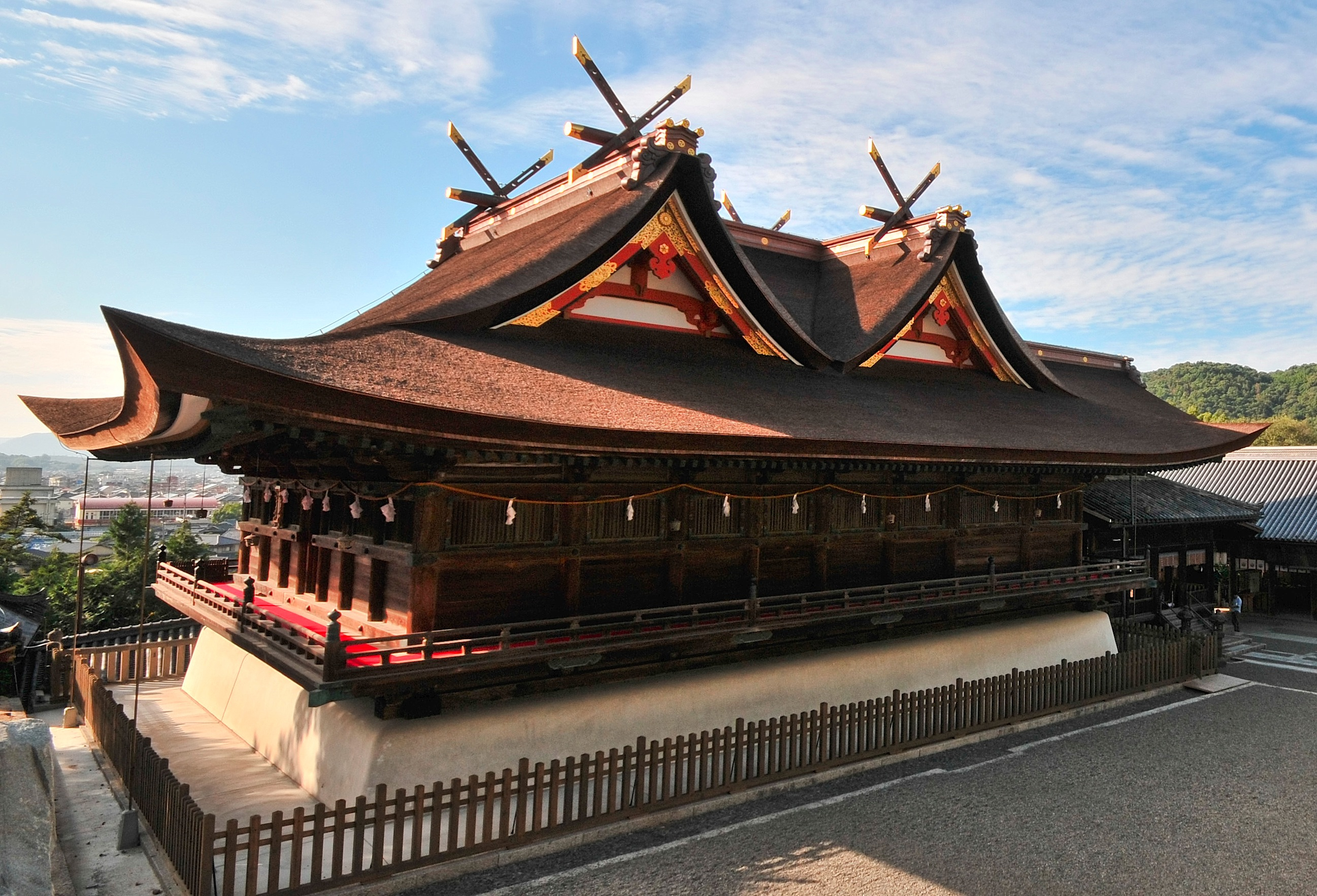
A Kibicu szentély honden-haiden komplexuma.

A kibicu-zukuri (kibitsu-zukuri 吉備津造), kibi-zukuri (吉備造) vagy hijoku irimoja-zukuri (hiyoku irimoya-zukuri 入母屋造) jellemzője egy hatalmas honden négy tetőablakkal, kettő-kettővel az oldalsó oldalon. A nyeregtetők a fő tetőgerinchez képest derékszögben helyezkednek el, és a honden egyetlen komplexum része, beleértve a haident is. Az okajamai Kibicu szentély Okajama prefektúrában az egyetlen példa erre a stílusra.

### Kezdetleges szentély elrendezés honden nélkül
Ez egy ritka, de történelmileg fontos stílus. Abban is egyedi, hogy a honden, ami általában a szentély központi része, hiányzik. Úgy tartják, hogy az ilyen típusú szentélyek az őskoriakat idézik, hogy milyenek is lehettek. Az első szentélyeknek nem volt hondenje, mivel a sintai, az imádat tárgyai, maga a hegy volt, amin a szentélyek álltak. Ilyen például a narai Ómiva szentély, aminek még mindig nincs hondenje. A haiden közelében lévő szent és tabu hely helyettesíti ezt az imádathoz. Egy másik kiemelkedő példája ennek a stílusnak a Futaraszan szentély Nikkó közelében, aminek a sintaia a Nantai hegy.

### Rjónagare-zukuri
A rjónagare-zukuri (ryōnagare-zukuri 両流造) a nagare-zukuri stílusból fejlődött ki, amiben a tető mindkét nem nyeregtetős oldalon „lefolyik”, csarnokot alkotva ezzel. Az Icukusimai szentély és a Macuo taisa hondenjei példázzák ezt a stílust.

### Sinmei-zukuri

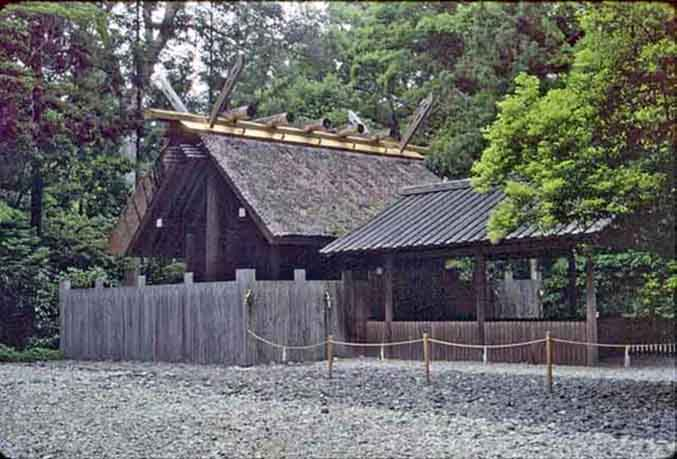
Egy szentély Iszében.

A sinmei-zukuri (神明造) egy ősi stílus, ami jellemző és legelterjedtebb az Iszei nagyszentély esetében, ami a legszentebb sintó szentély. Mie prefektúrában a leggyakoribb. Extrém egyszerűség jellemzi, az alap vonásai fellelhetőek a Kofun-kor (időszámításunk szerint 250–568.) kezdetétől származó japán építészetben, és a japán tradicionális építészet csúcsának tekintik. A lecsupaszított, befejezetlen, fából épült honden vagy 3x2 ken vagy 1x1 ken méretű emelt padlójú, nyerges tetejű, egy bejárattal a nyereg nélküli oldalán, egyenes, lefele hajló tetőívvel, és díszítő jellegű tuskókkal amiket csiginek és kacuoginak hívnak és a tető gerincéről lógnak. A legrégebbi még mindig létező példa a Nisina Sinmei szentély.

### Szumijoshi-zukuri

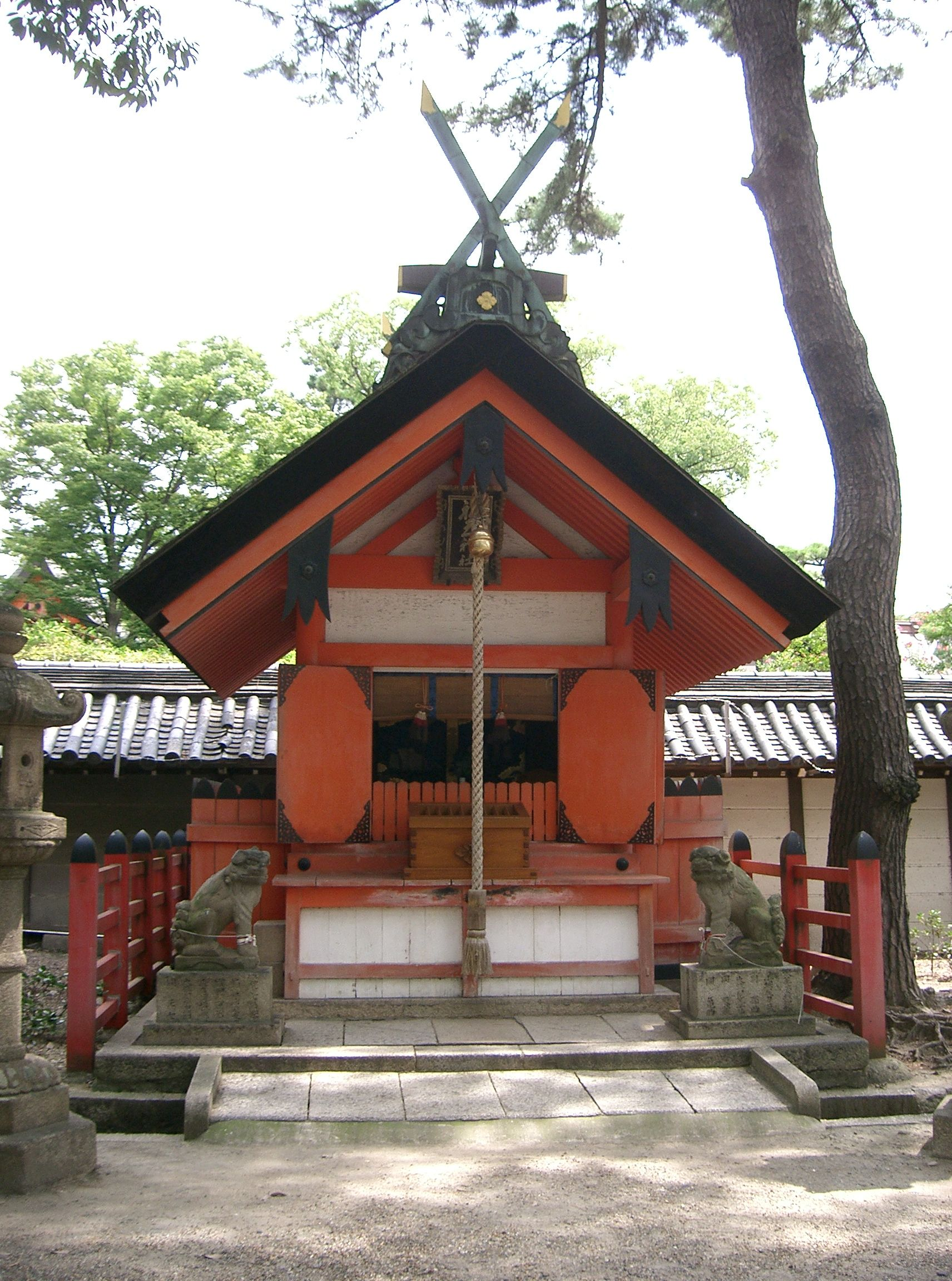
A Szumijosi Taisa Funamata Dzsindzsája

A szumijosi-zukuri (住吉造) az oszakai Szumijosi taisa után kapta a nevét. Az épület 4 ken széles és 2 ken mély, és a nyereg alatt található a bejárata. A belső tere két részre van osztva, egy elülső (gedzsin 外陣) és egy hátulsó részre (naidzsin 内陣), egyetlen bejárattal az elején. A felépítése egyszerű, de az oszlopai karmazsinra vannak festve, míg a falak fehérre.
A stílus eredete valószínűleg egy régi palota felépítéséből származik. Ezen stílus másik példája a Szumijosi dzsindzsa, ami a Szumijosi Szandzsin együttes része a Fukuoka prefektúrában. Mindkét esetben, ahogy sok hasonlónál, nincs veranda.

### Taisa-zukuri

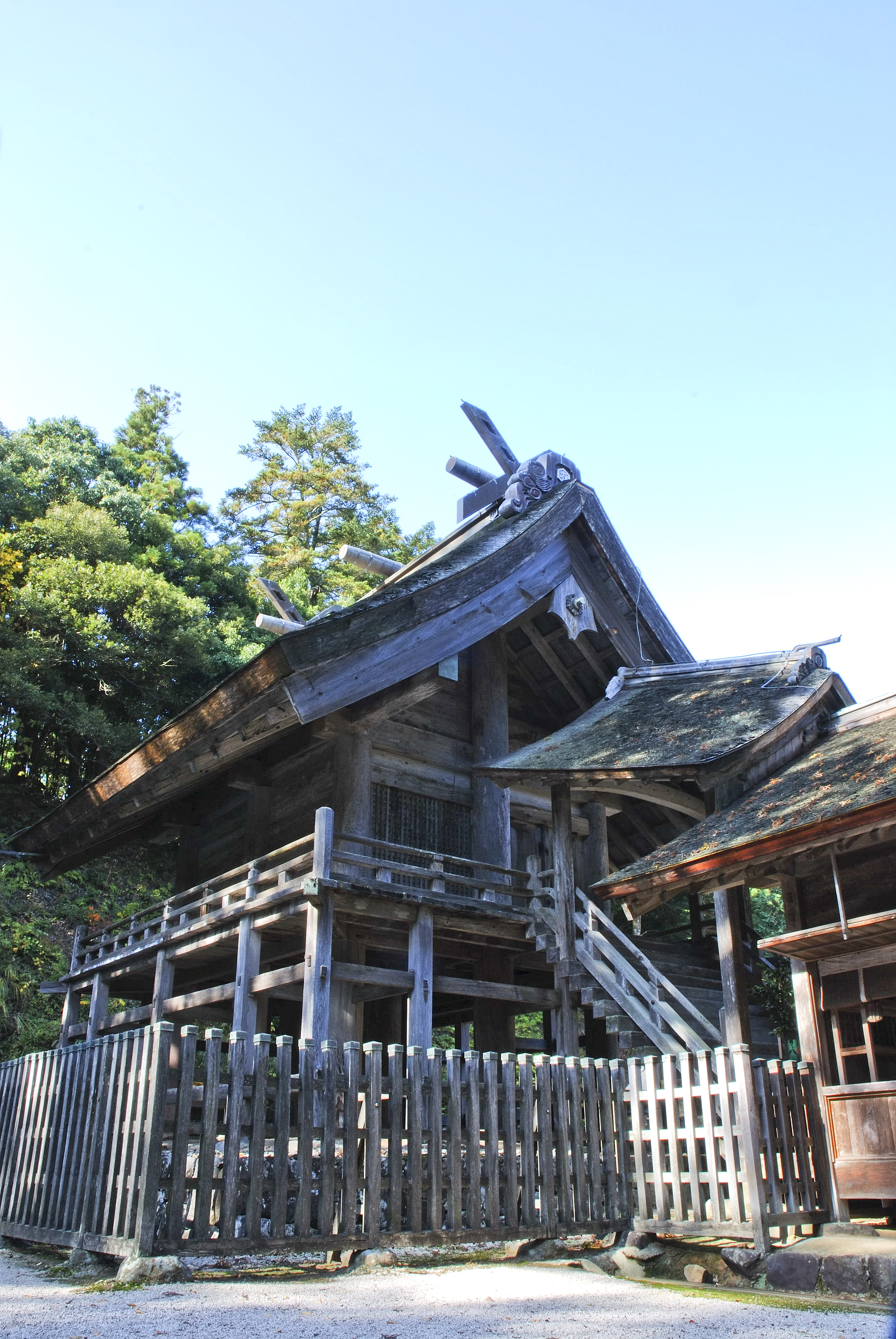
A Kamoszu Dzsindzsa hondenje

A taisa-zukuri vagy ójasiro-zukuri (大社造) a legrégibb szentély stílus, az Izumo-taisa-ból veszi a nevét, és az Iszei nagyszentélyhez hasonlóan, csigivel és kacuogival díszített, megtoldva néhány archaikus vonással, mint a nyeregvégű oszlopokkal, és a középső pillérrel (sin no mihasira). Mivel a padlóját cölöpökkel emelték meg, úgy tartják az eredete az emelt padlózatú magtárakhoz vezethető vissza, ahhoz hasonlókhoz amiket Toroban, Sizuoka prefektúrában találtak.
A honden általában 2x2 ken alaprajzú (12,46x12,46 m. az Izumo Taisa esetében), egy bejárattal a nyerges végén. A lépcsőket ciprus deszkalapokkal borított tető fedi. A legöregebb ma is létező példa erre a stílusra, a Kamoszu dzsindzsa hondenje Simane prefektúrában, amit a 16. században építettek.

### Ovari-zukuri
Az ovari-zukuri (owari-zukuri 尾張造) egy komplex stílus, amit hatalmas kiterjedésű sintó szentélyeknél alkalmaztak Ovari tartományban, Nagoja közelében. Számos szerkezet található egy komplexumon belül: honden, haiden, curivata-ró (egy függő átjáró), jocuasimon (egy négy lábon álló kapu) és más épületek. Ma is létező példa erre a stílusra az Ovari Ókunitama szentély és a Cusima szentély.

### Miszedana-zukuri

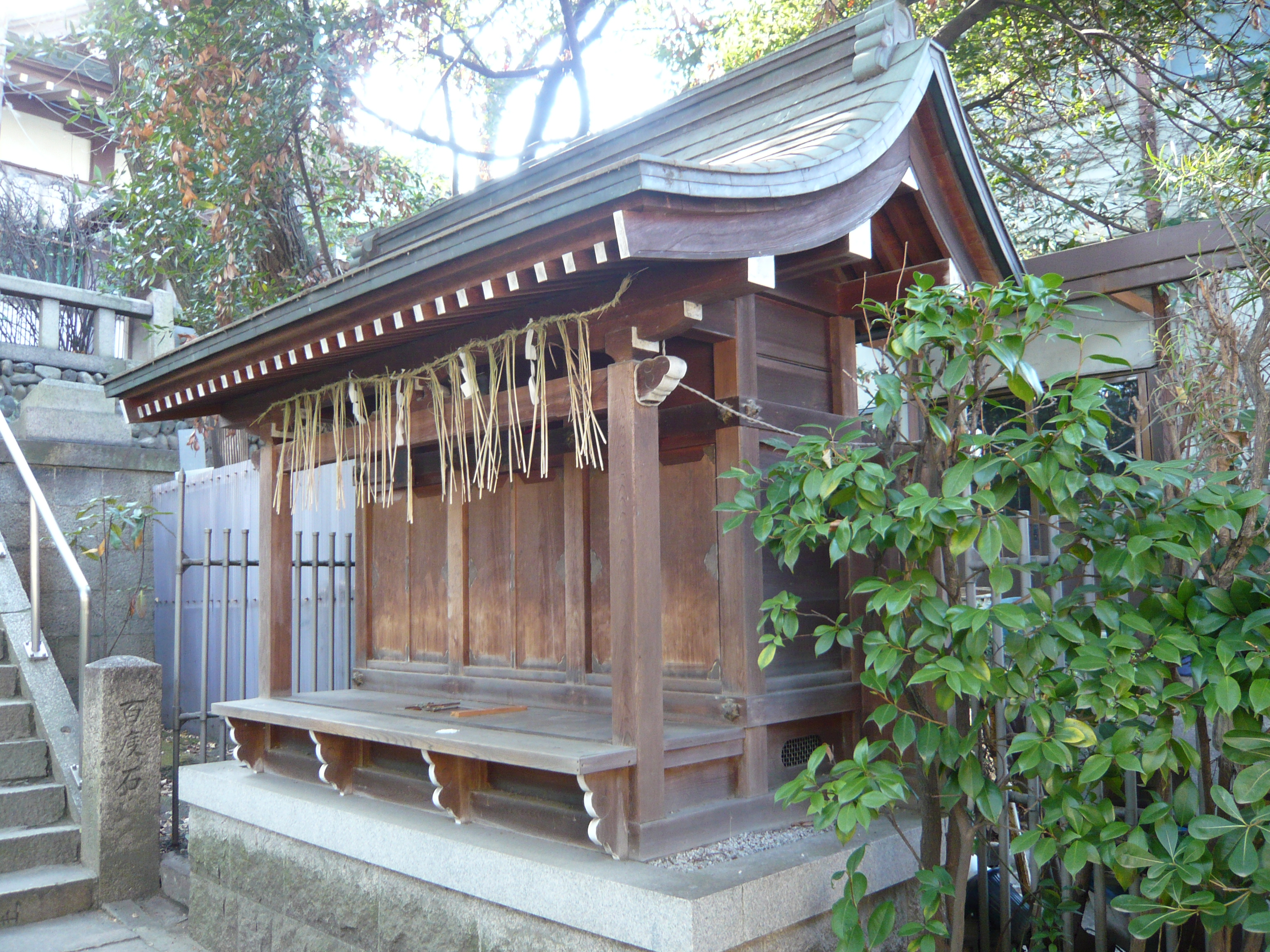
Egy massa az oszakai Szankó szentélynél

A miszedana-zukuri (misedana-zukuri, 見世棚造 vagy 店棚造) annak köszönheti nevét, hogy más szentélyekhez képest, nincs lépcsője a bejáratnál, és a verandája is teljesen lapos. Általában a szessánál és a massánál használják, amik apró, 1 ken alapterületű szentélyek és a nagyobbak területén találhatóak.
A lépcső hiányát leszámítva ezek a szentélyek a nagare-zukuri vagy a kaszuga-zukuri stílushoz tartoznak, és a bejárat vagy a nyeregetős (cumairi) vagy a nyeregtető nélküli (hirairi) oldalon van.

### Ótori-zukuri
Az ótori-zukuri (大鳥造) egy cumairi stílus, az oszakai Ótori taisa után kapta nevét. A padlója emelt és 2x2 ken méretű, veranda és korlát nélkül. Látszólag ez a stílus ugyanazzal a gyökerekkel rendelkezik, mint az ősi szumijosi- és taisa-zukuri stílus, amire hasonlít is, és a veranda hiánya az eredeti földi padlózat miatt feltételezhető, ami még mindig megtalálható számos szentélyben. A beltér ketté, naidzsin (belső) és geidzsin (külső) részre oszlik. A tető ciprusfa kérgéből készült zsindely borítású, magas gerincű, inkább díszítő, mint funkcionális szereppel. Csigi és kacuogi díszíti.

## Galéria

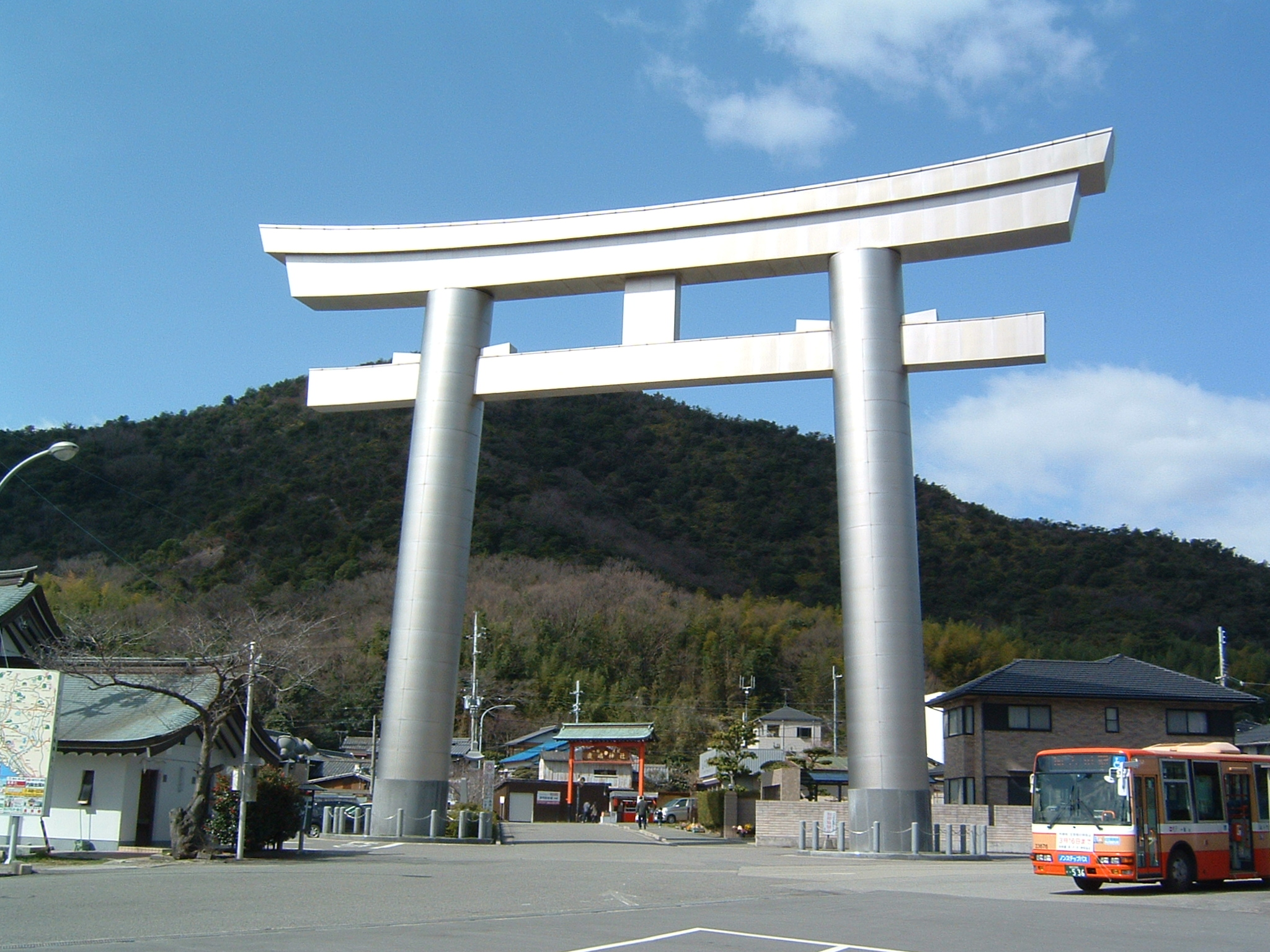
Fém torii
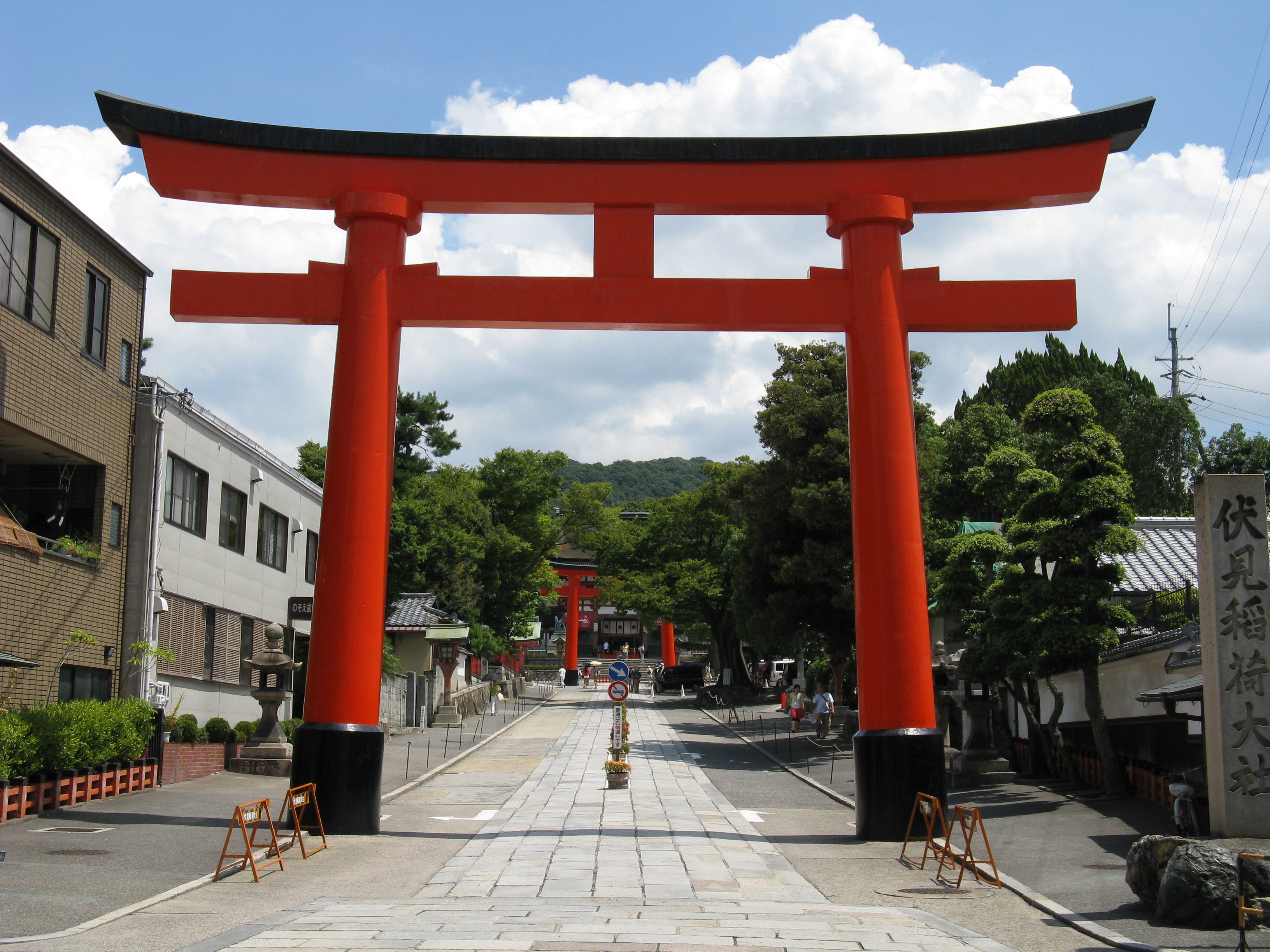
Szandó
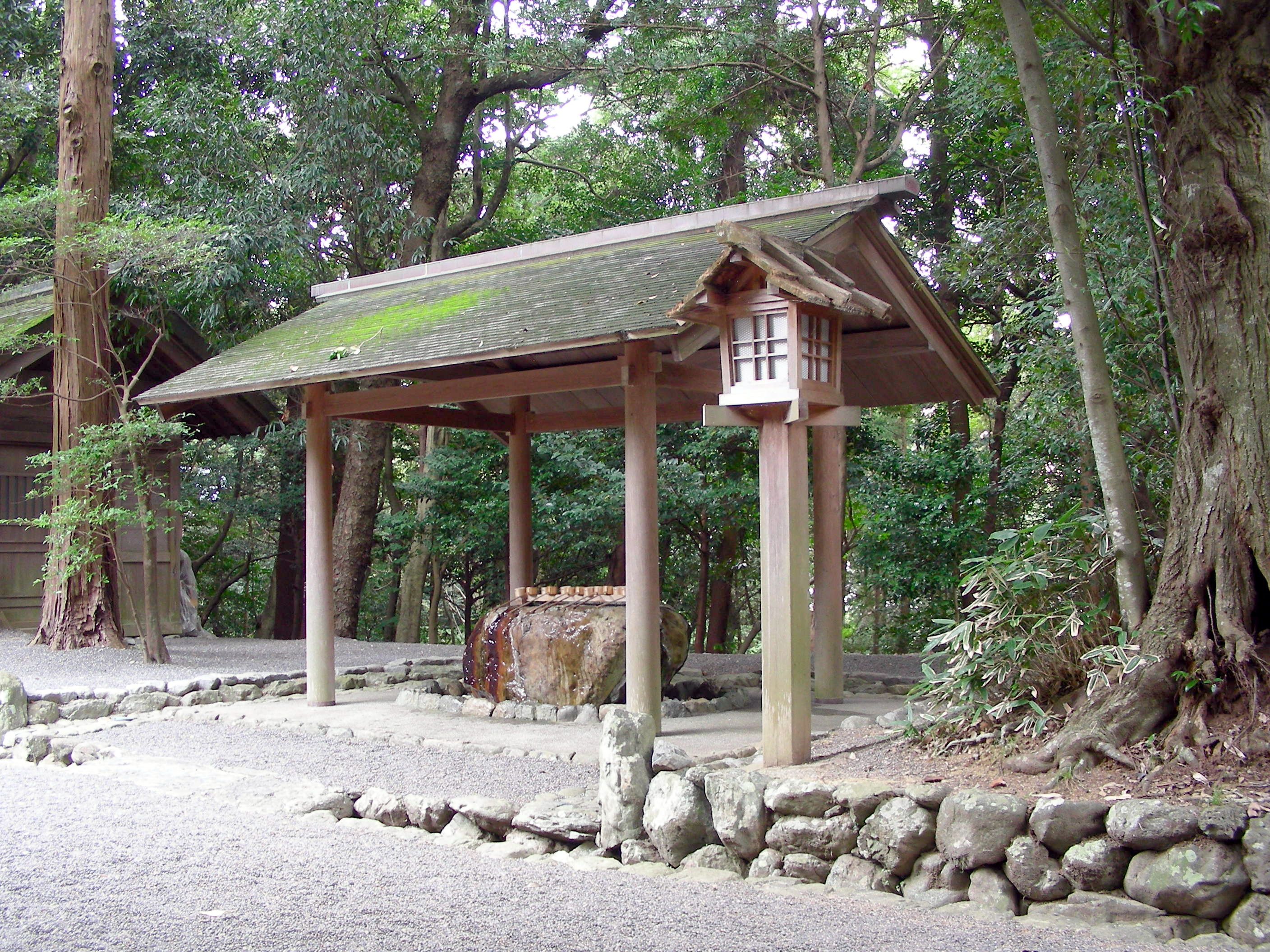
Temizuja
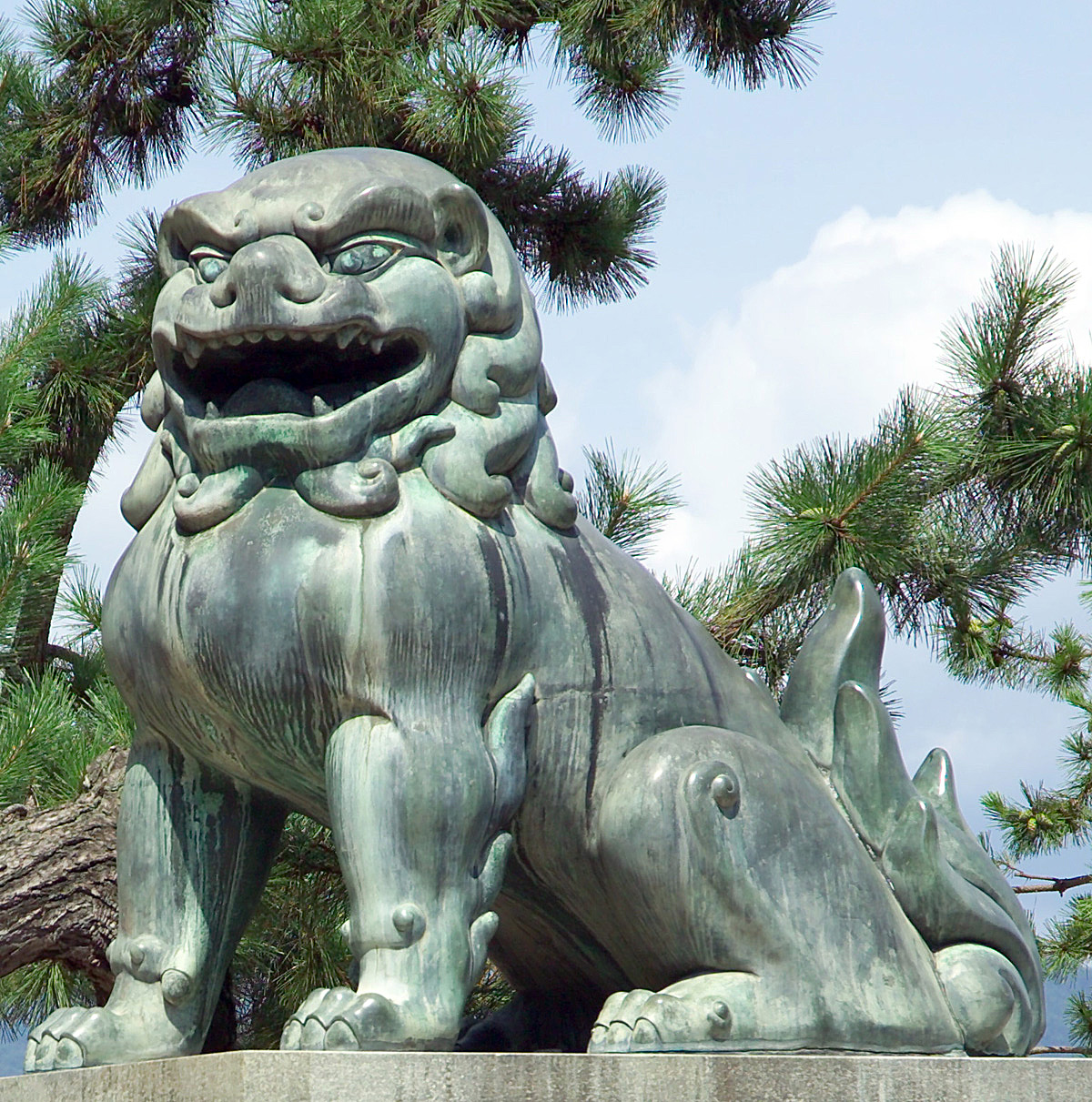
Komainu
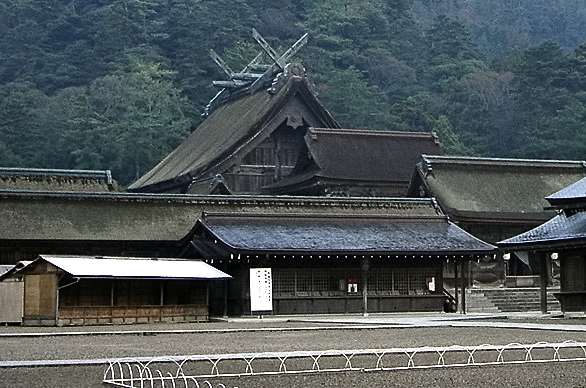
Az Izumo Taisa hondenje
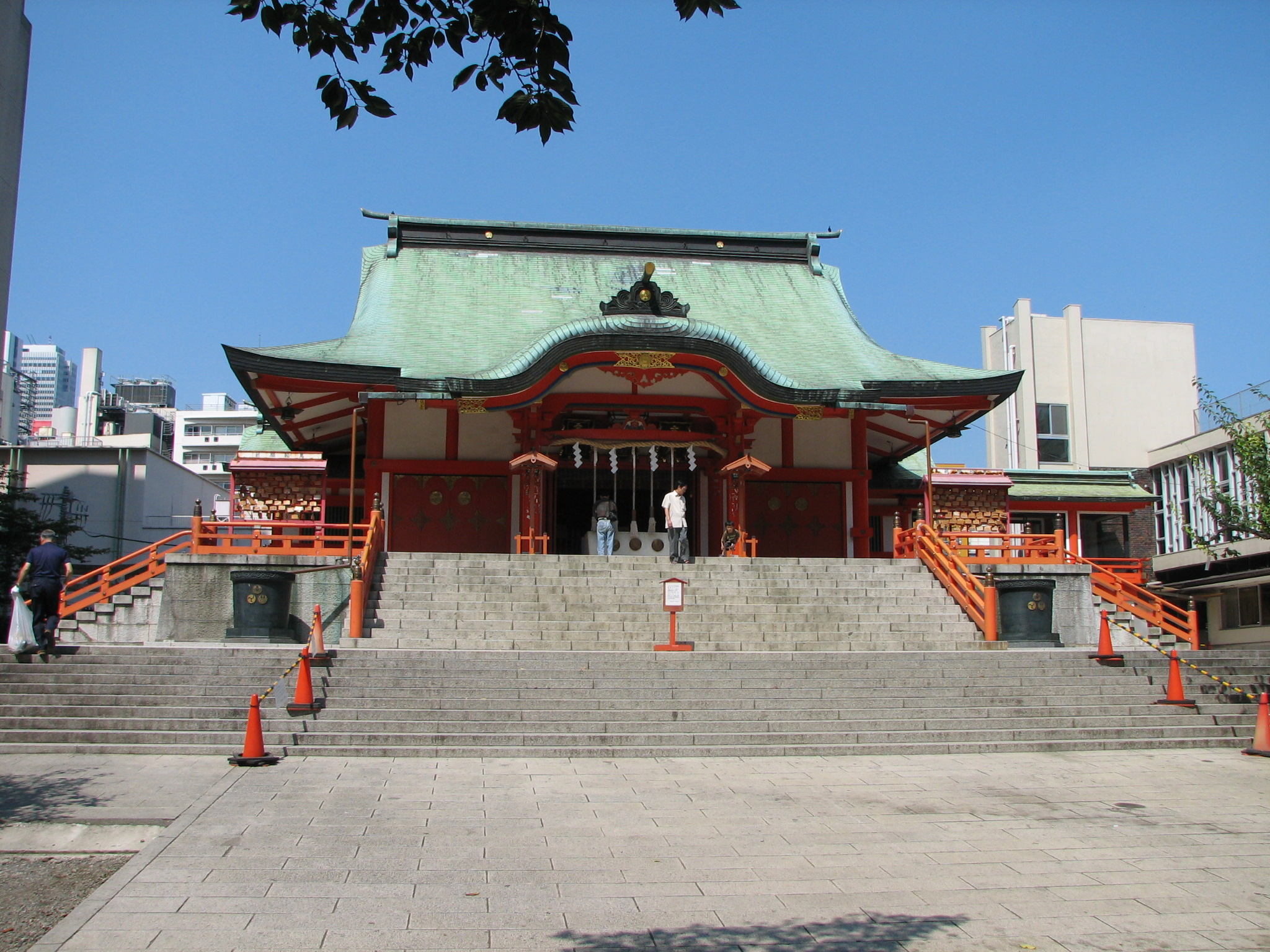
A Hanazono Dzsindzsa haidenje
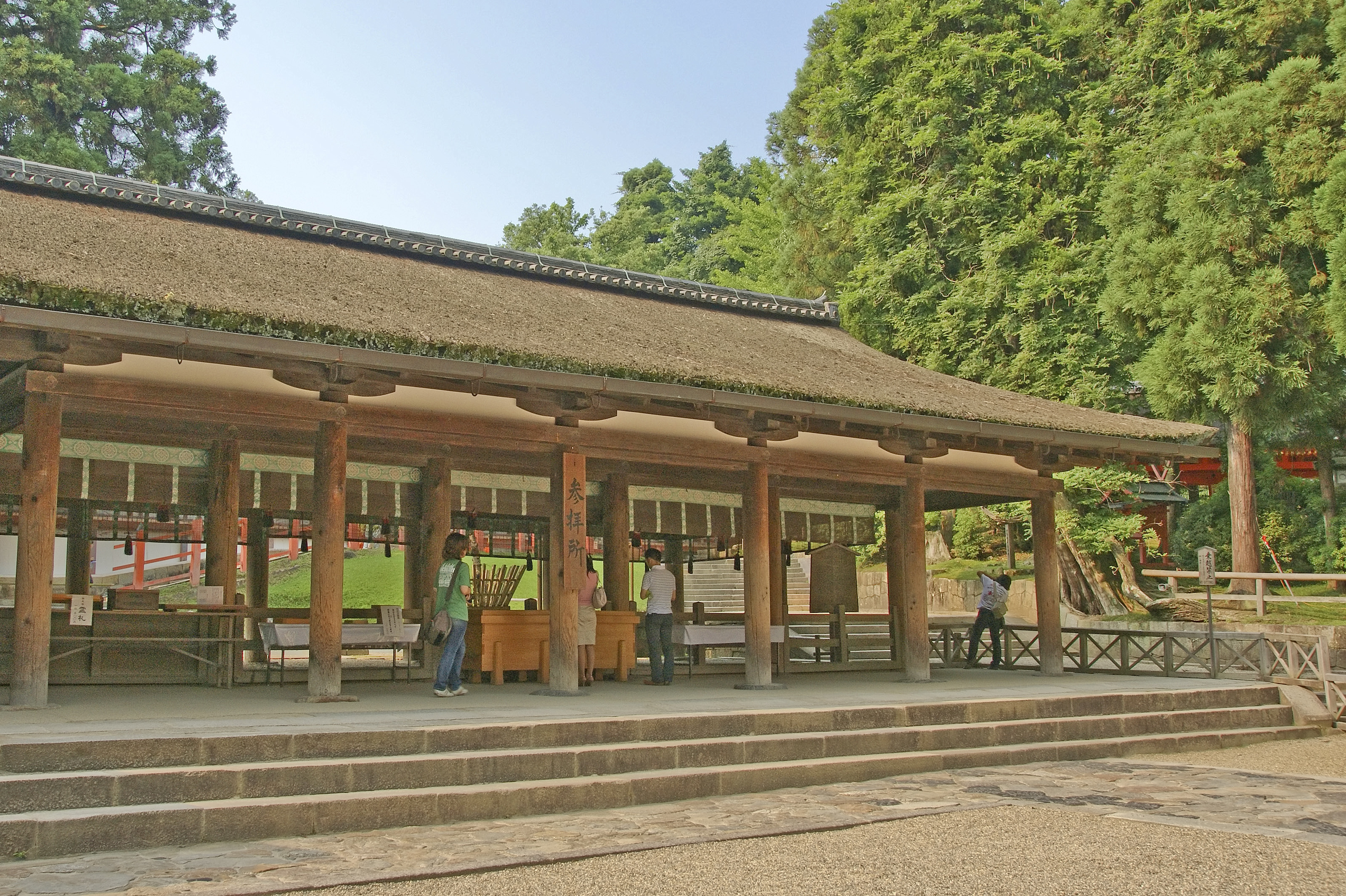
A Kaszuga Taisa heidene
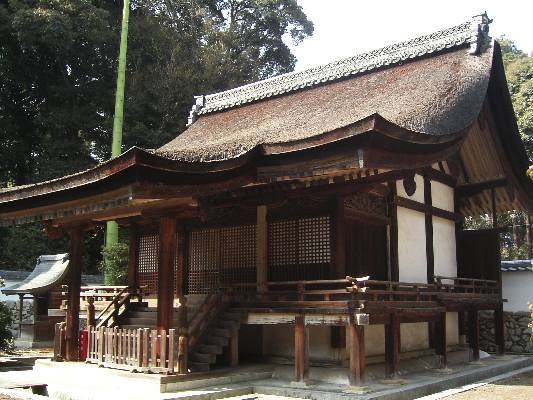
Hirairi stílus: bejárat a nyereg nélküli oldalon
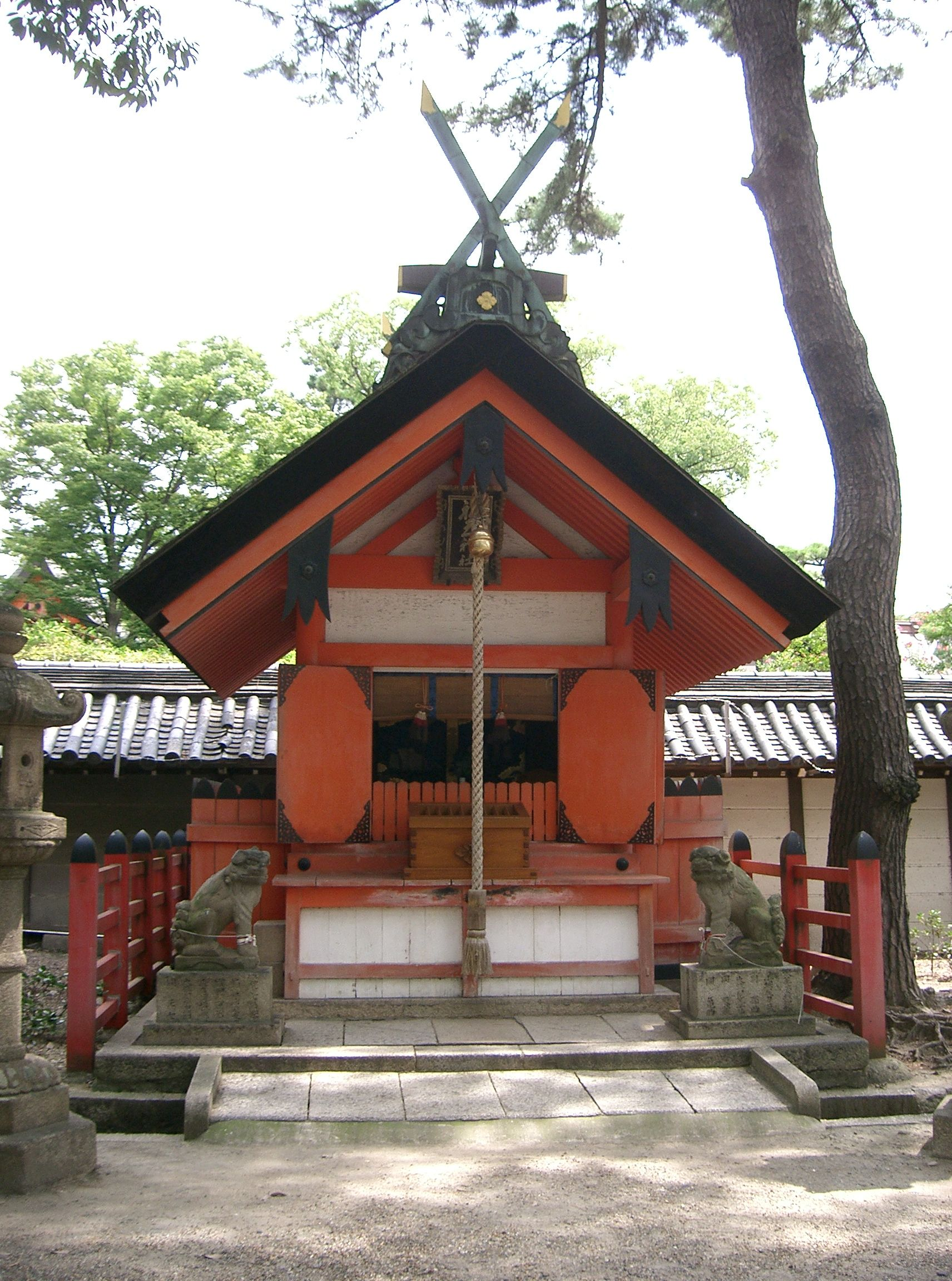
Cumairi stílus: bejárat a nyereg oldalán
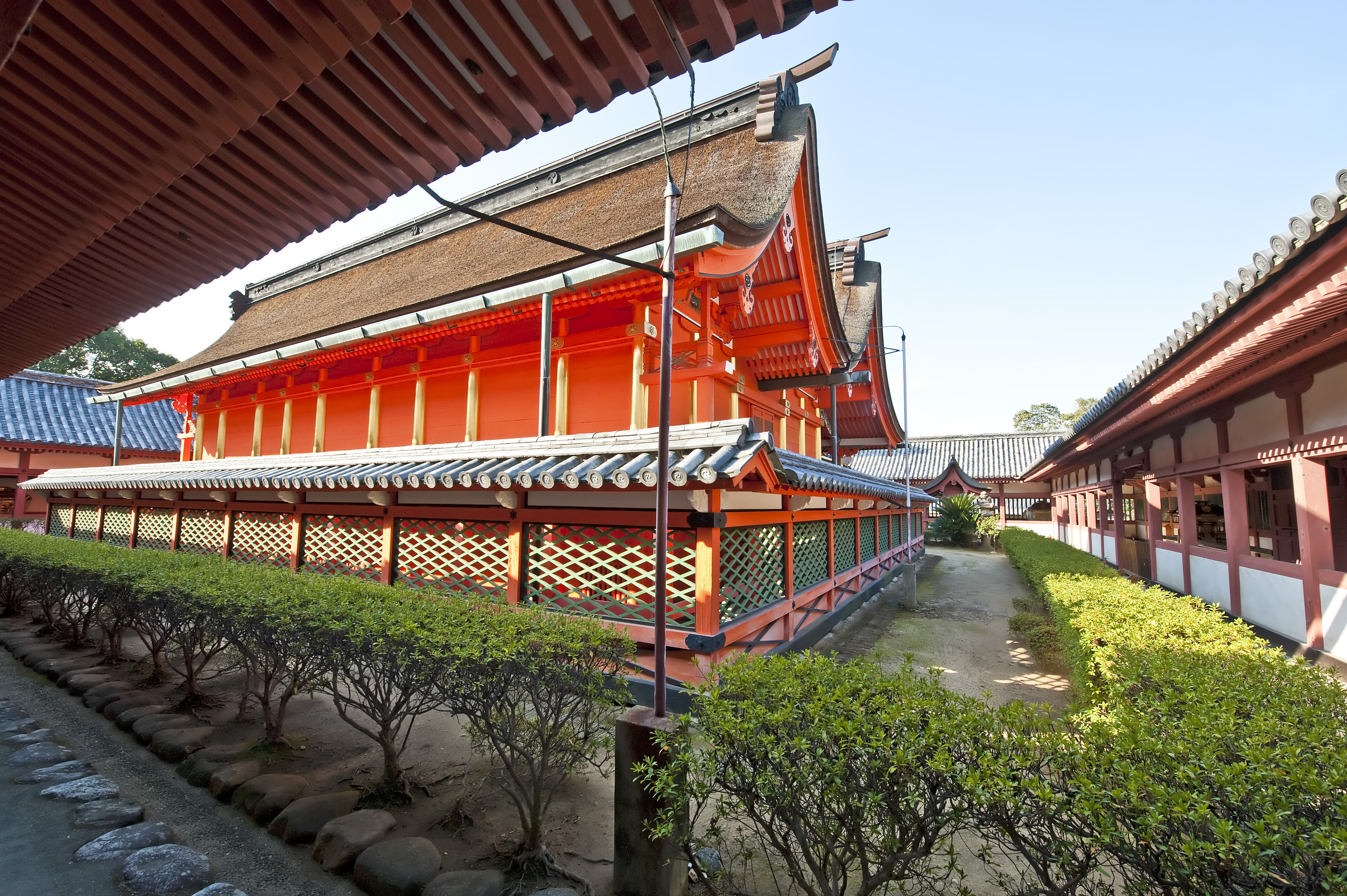
Egy hacsiman-zukuri honden
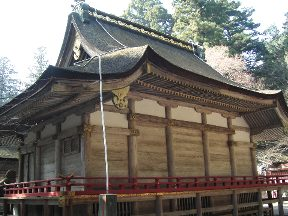
A hijosi-zukuri tető hátsó része.
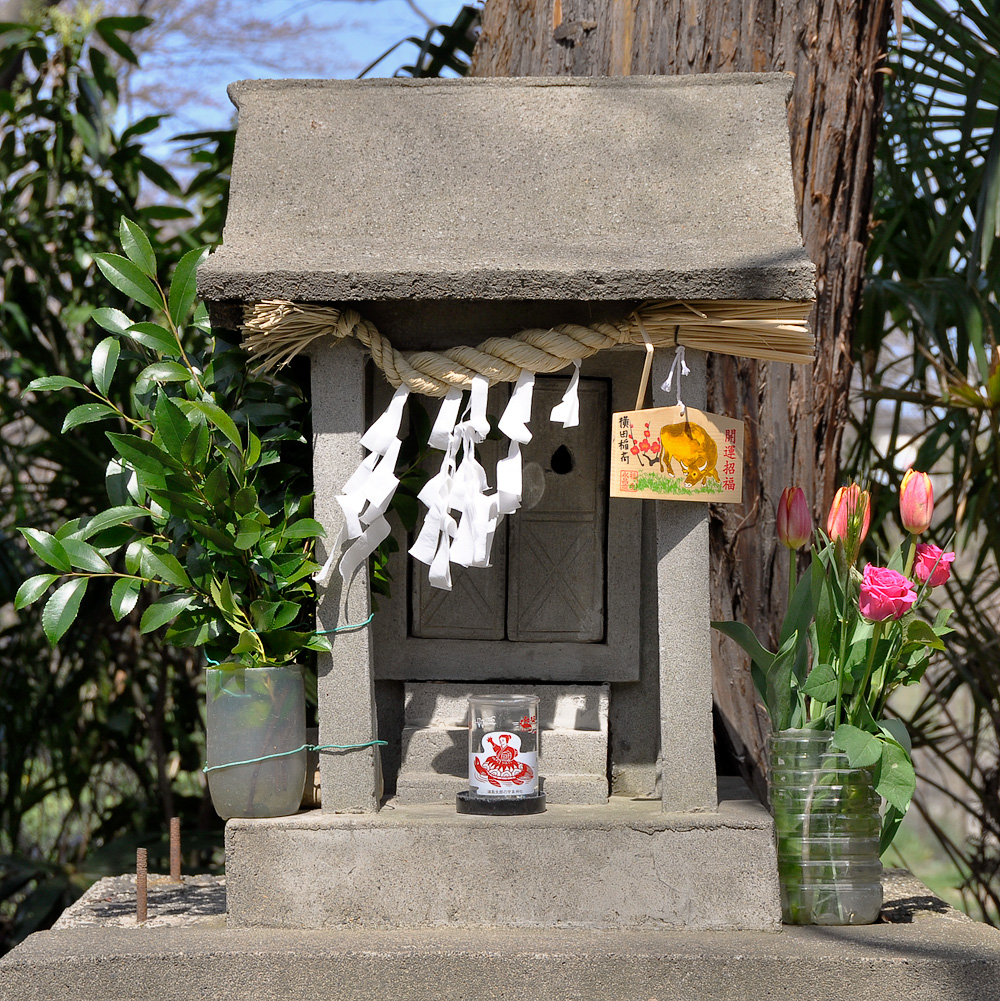
Egy hokora
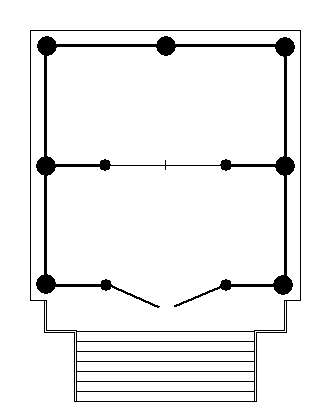
Ótori-zukuri
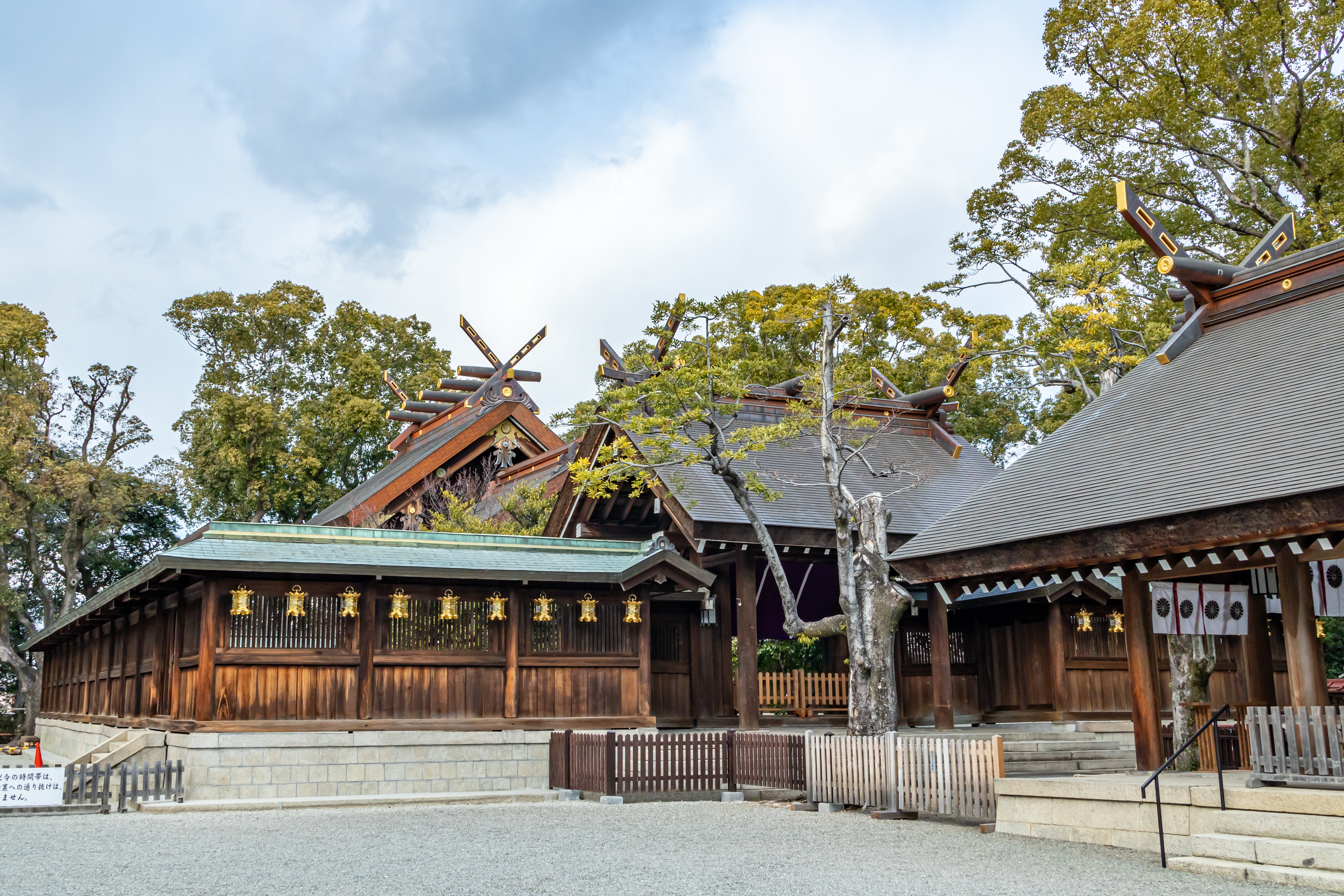
Ótori Taisa hondenje
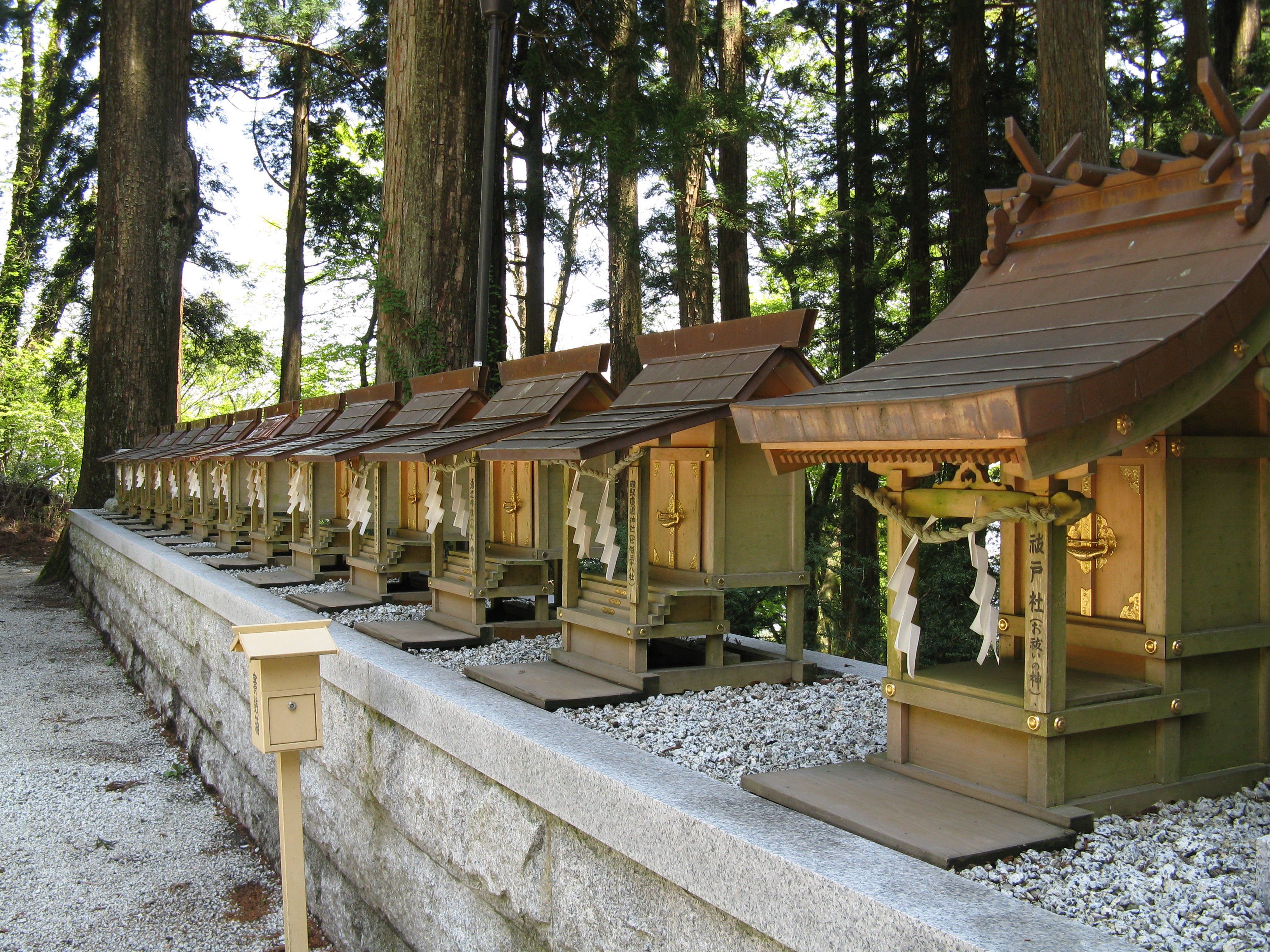
Néhány szecumacusa
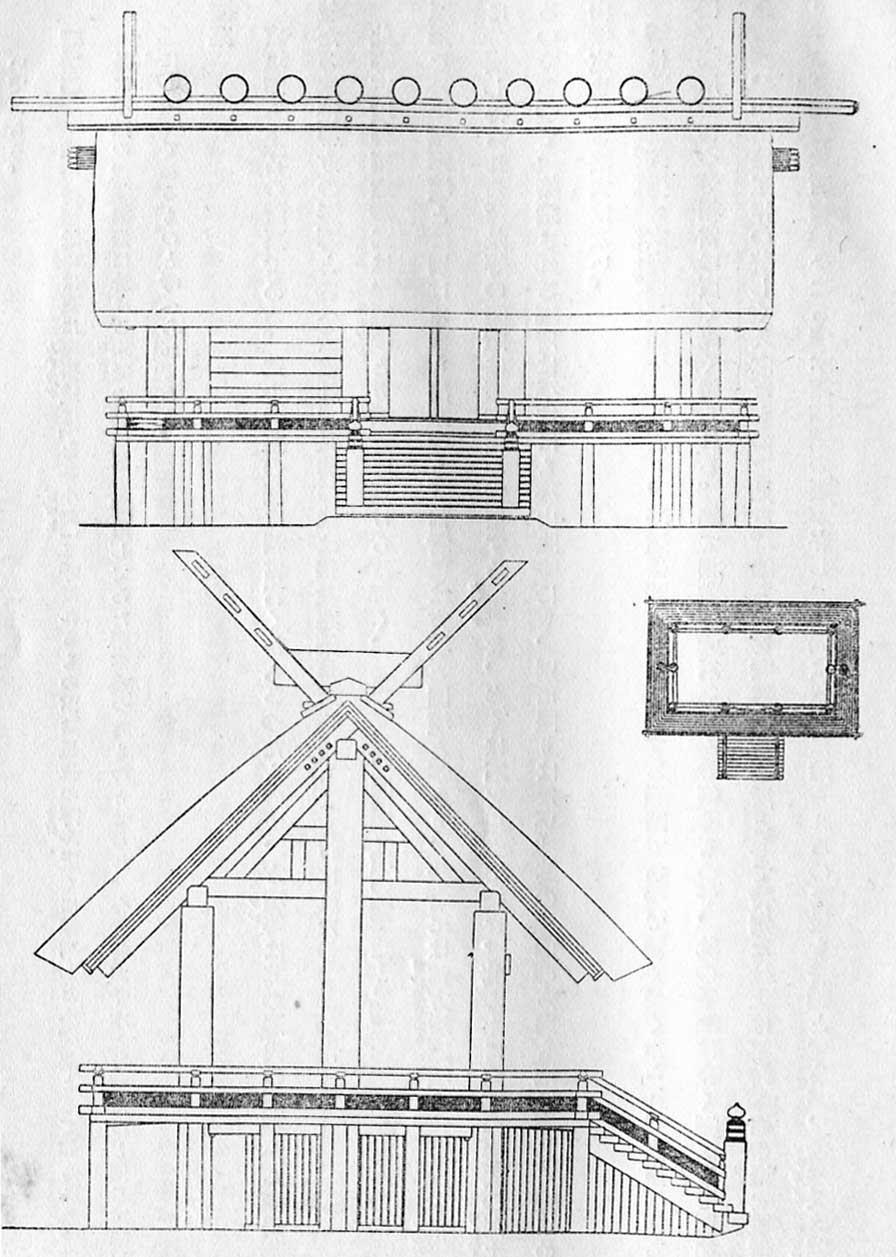
Sinmei-zukuri
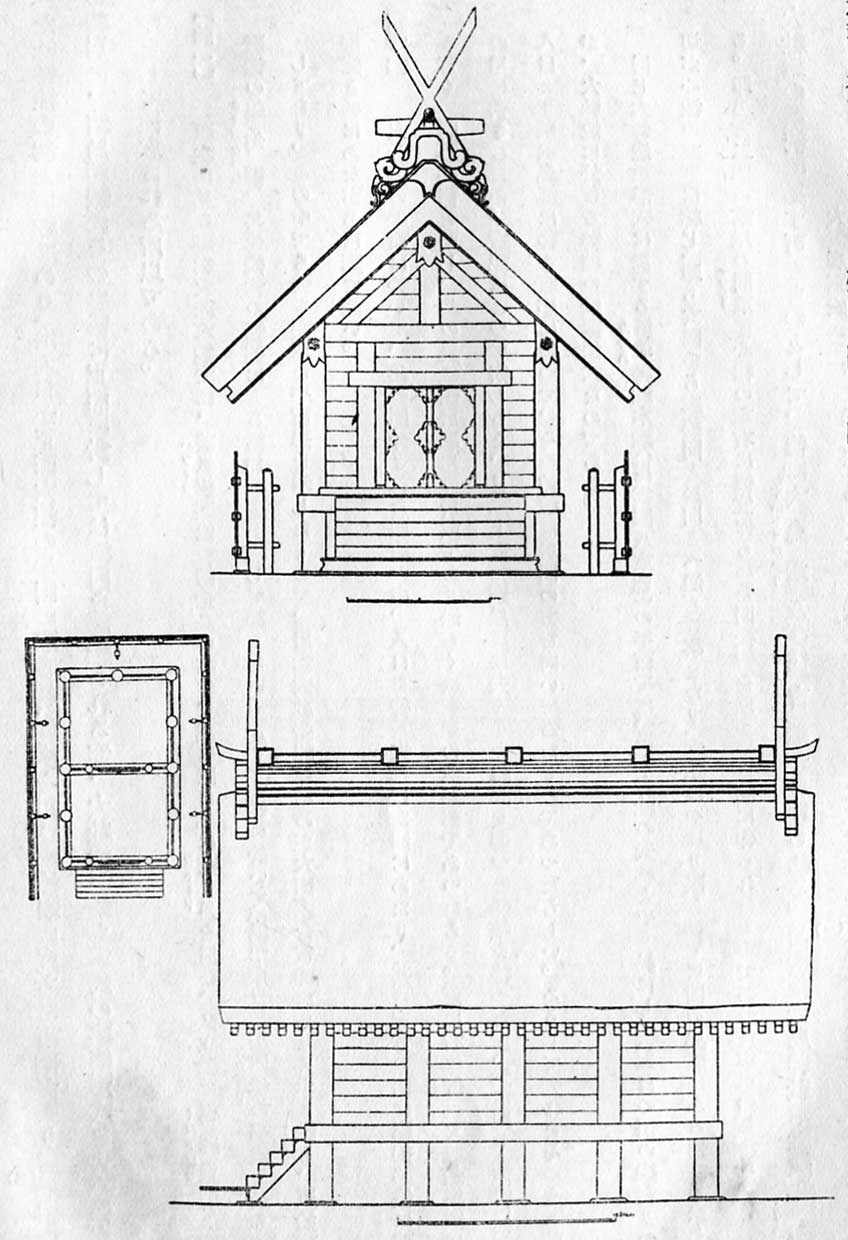
Szumijosi-zukuri
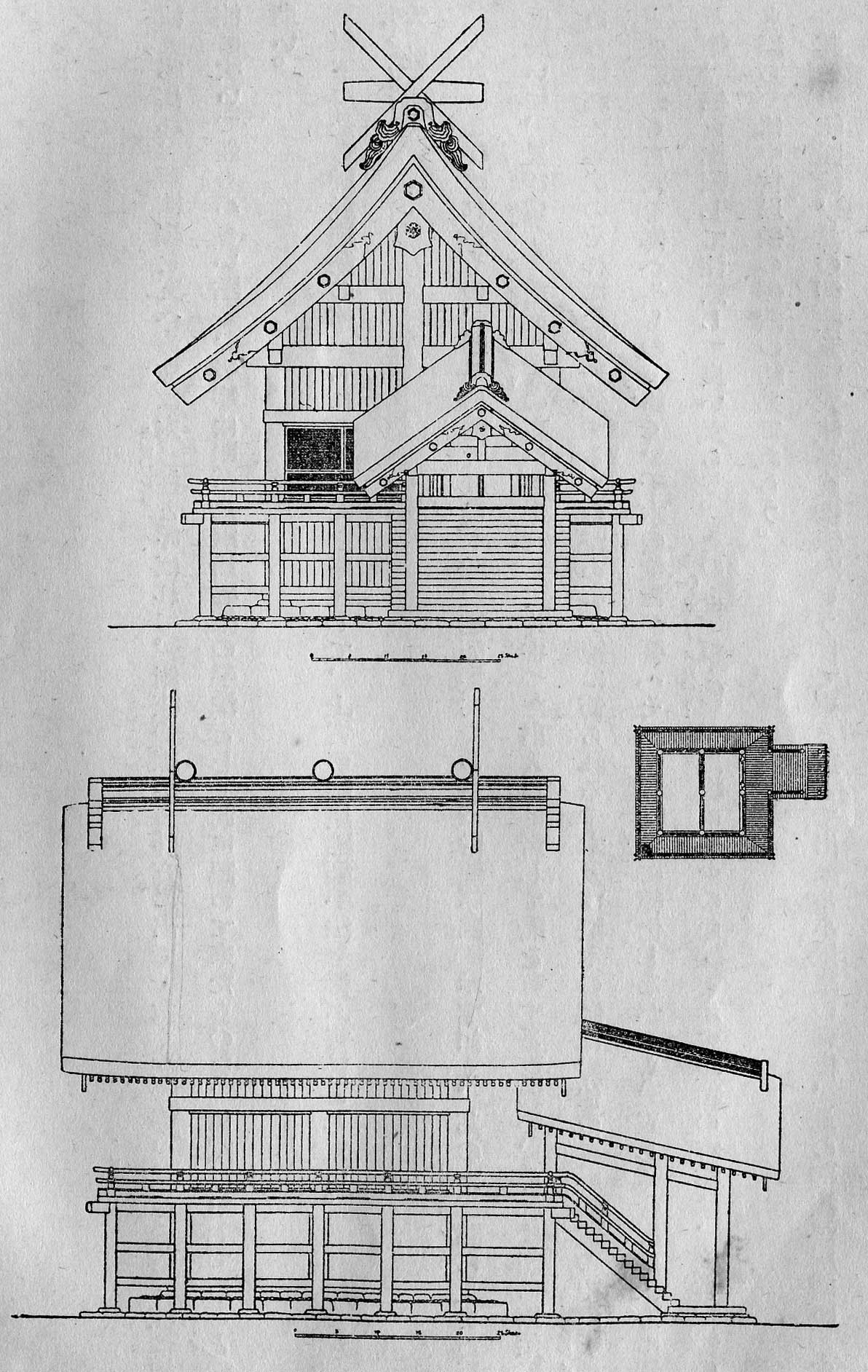
Taisa-zukuri, Izumo Taisa

## Kapcsolódó tartalom
- Sintó
- Sintó szentély
- Japán mitológia
- Japán vallásai
- Sintoista istenek listája
- Japán építészete

## Fordítás
- Ez a szócikk részben vagy egészben  a   Shinto_architecture című angol Wikipédia-szócikk fordításán alapul.  Az eredeti cikk szerkesztőit annak laptörténete sorolja fel. Ez a jelzés csupán a megfogalmazás eredetét és a szerzői jogokat jelzi, nem szolgál a cikkben szereplő információk forrásmegjelöléseként.